# Saverne
 (juin 2024).
Saverne ([savɛʁŋ] , Zàwere en alsacien [tsɑːvəʁə], Zabern en allemand) est une commune française située dans la circonscription administrative du Bas-Rhin et, depuis le 1er janvier 2021, dans le territoire de la Collectivité européenne d'Alsace, en région Grand Est.
Ses habitants sont appelés les Savernois.

## Géographie

### Situation
Saverne est située au nord-ouest du département du Bas-Rhin, à la limite du département de la Moselle (commune de Danne-et-Quatre-Vents) et de l'ancienne région Lorraine.
Saverne se trouve à 33 km au nord-ouest de Strasbourg, 87 km au nord-est de Nancy, 96 km au sud-est de Metz et 368 km à l'est de Paris (distance orthodromique).

### Communes limitrophes
Les communes limitrophes sont Ottersthal, Danne-et-Quatre-Vents, Eckartswiller, Furchhausen, Gottenhouse, Haegen, Monswiller, Otterswiller, Schwenheim et Waldolwisheim.

### Géologie et relief
La commune se compose de 506,81 hectares de territoires artificialisés (19,23 %), 376,57 hectares de territoires agricoles (14,29 %) et 1 751,20 hectares de forêts et milieux semi-naturels (66,46 %).
Commune membre du Parc naturel régional des Vosges du Nord.
Espaces naturels :
* Quatre espaces protégés hors Natura 2000 :
Partie Du Col De Saverne Située Sur Le Territoire De La Commune De Saverne, Au Sud De La Rn4,
Anciennes Carrières De Stambach,
Moselle sud. Réserve de Biosphère, zone tampon,
Moselle sud. Réserve de Biosphère, zone de transition.
- Six zones naturelles d'intérêt écologique, faunistique et floristique (Znieff) :

Rieds du Kohbach et du Speckbach à Schwenheim et Marmoutier,
Paysage de collines avec vergers du Pays de Hanau,
Vallée de la basse Zorn et de ses affluents,
Collines du Piémont vosgien avec grands ensembles de vergers, de Saverne à Mutzig,
Collines calcaires du Ramelsberg et du Koppenberg à Romanswiller, Singrist et Marmoutier, et du Lerchenberg à Otterswiller,
Plateaux et rochers des Vosges gréseuses de Saverne à Rheinardtsmunster.
- Inventaire national du patrimoine géologique :

Le rocher du Haut-Barr à Saverne ( Grès vosgien et Poudingue de Sainte-Odile).
- Sites bioarchéologiques :

Petite Pierre (la),
Collège Poincaré,
 Fossé des Pandours.

### Géologie et sismicité
Le col de Saverne sépare les basses Vosges gréseuses ou Vosges du Nord et les hautes Vosges gréseuses ou Hautes Vosges.
La commune est située dans une zone de sismicité modérée.

### Relief et hydrographie
La ville occupe une position stratégique sur le col de Saverne (413 m d'altitude), un des passages naturels entre le plateau lorrain (Nancy, 270 m ; Phalsbourg, 200 à 380 m) et la plaine d'Alsace (Strasbourg, 140 m d'altitude) à travers l'extrémité nord du Massif des Vosges.

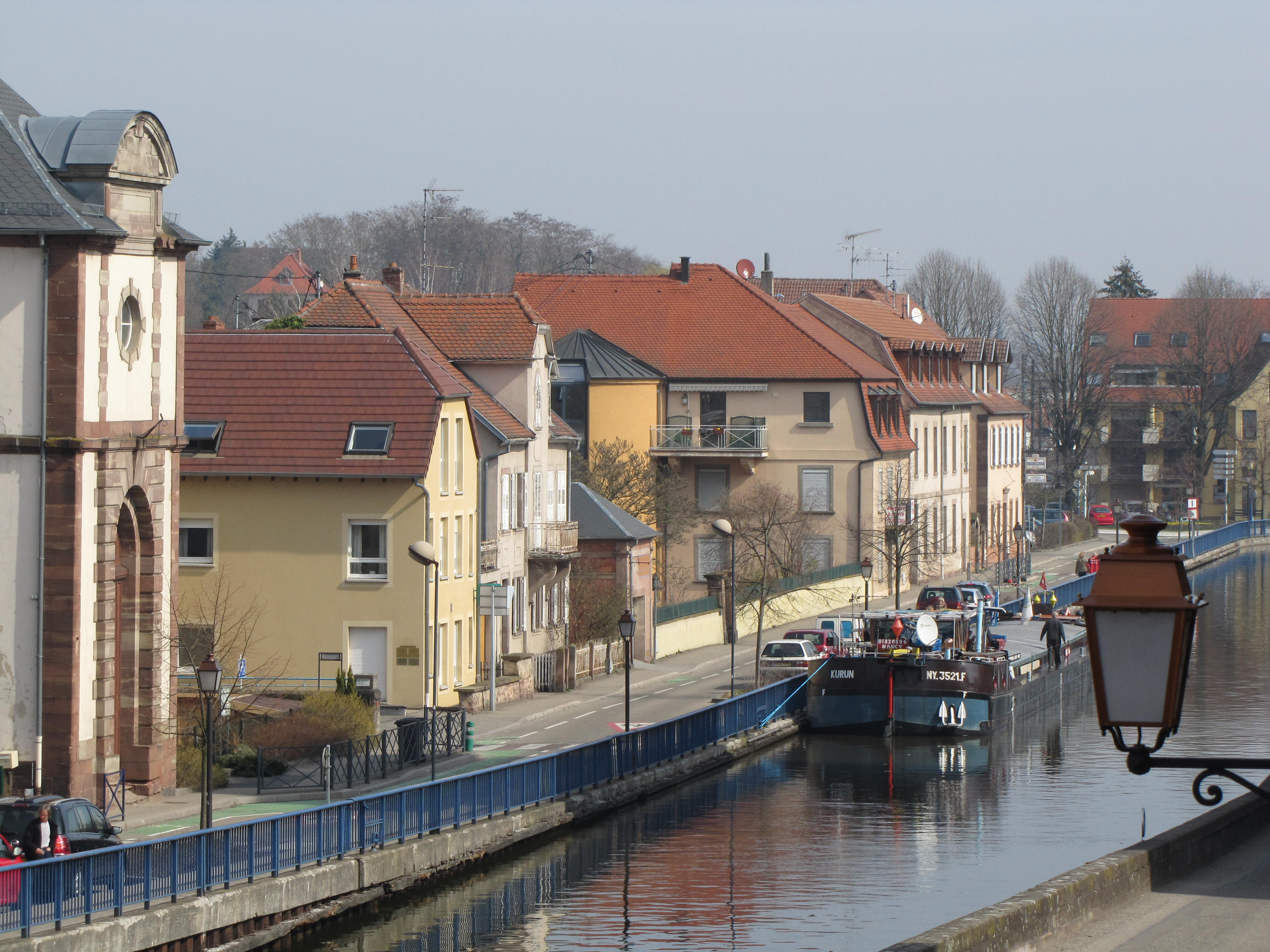
Le canal de la Marne-au-Rhin à Saverne.

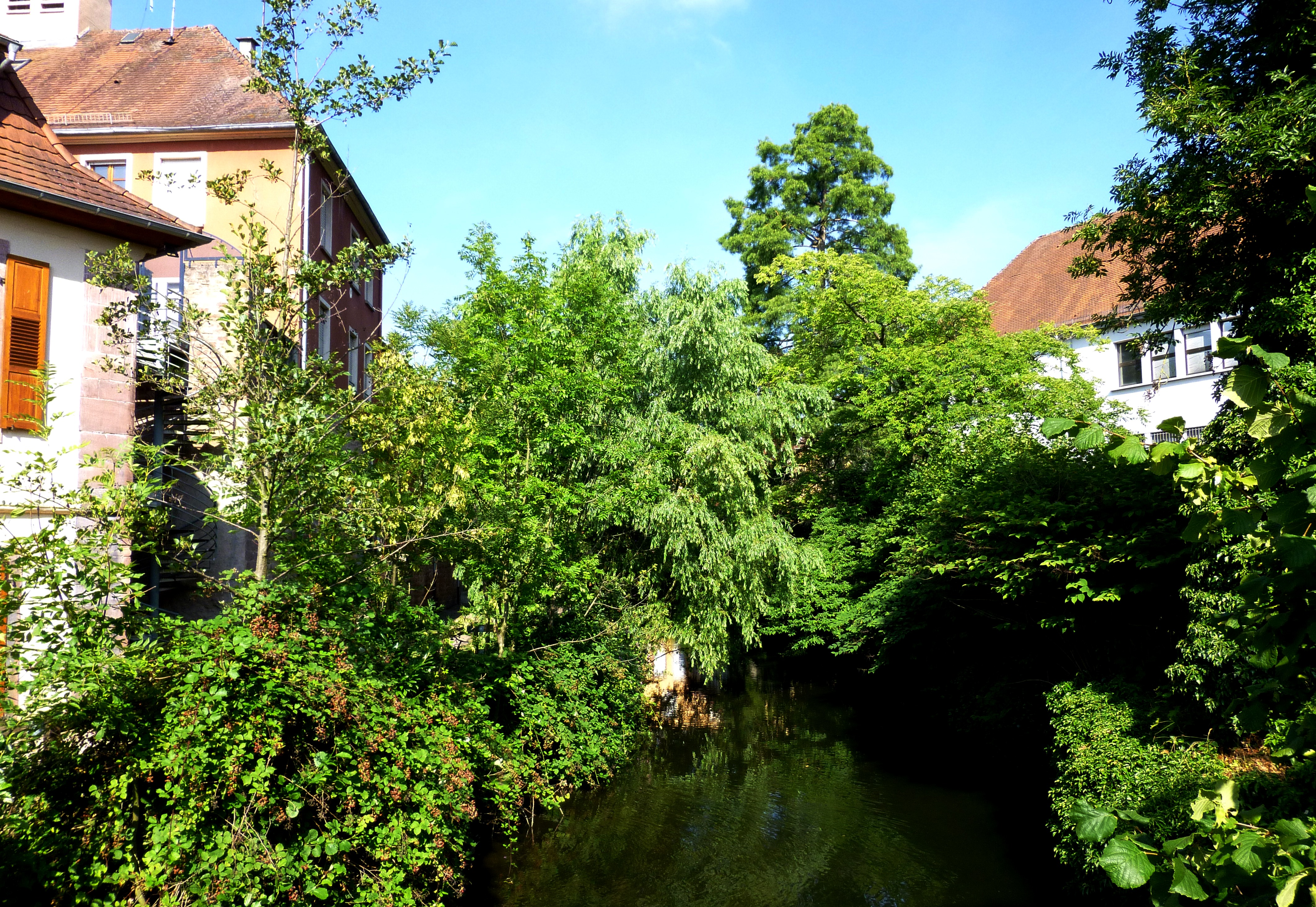
La rivière Zorn près de la gare.

La commune est arrosée par la Zorn, affluent de la Moder, elle-même affluent du Rhin. La Zorn a comme affluents locaux (en rive gauche) : le ruisseau de la Fontaine Mélanie et le Schlettenbach (en partie souterrain).
Mais le principal cours d'eau est le canal de la Marne au Rhin, qui relie Vitry-le-François à Strasbourg ; il entre dans la ville par une double écluse (anciennement, les deux écluses n° 30 et 31), avec une différence de niveau entre l'amont et l'aval de 5,10 m.
Un port de plaisance situé au centre de l'agglomération accueille une base de location de bateaux.
Hydrogéologie et climatologie : Système d’information pour la gestion de l’Aquifère rhénan :
Territoire communal : Occupation du sol (Corinne Land Cover); Cours d'eau (BD Carthage),
Géologie : Carte géologique; Coupes géologiques et techniques,
 Hydrogéologie : Masses d'eau souterraine; BD Lisa; Cartes piézométriques.

### Hydrographie et les eaux souterraines
Hydrogéologie et climatologie : Système d’information pour la gestion des eaux souterraines du bassin Rhin-Meuse :
Territoire communal : Occupation du sol (Corinne Land Cover); Cours d'eau (BD Carthage),
Géologie : Carte géologique; Coupes géologiques et techniques,
 Hydrogéologie : Masses d'eau souterraine; BD Lisa; Cartes piézométriques.
La commune est dans le bassin versant du Rhin au sein du bassin Rhin-Meuse. Elle est drainée par le canal de la Marne au Rhin, la Zorn, la Mossel, le ruisseau le Michelbach, le ruisseau de la Fontaine Melanie, le ruisseau le Stutzbach, le ruisseau le Weinerbaechel et la Zornhof Dérivation,.
Le canal de la Marne au Rhin, d'une longueur totale de 314 km, et 178 écluses à l'origine, relie la Marne (à Vitry-le-François) au Rhin (à Strasbourg). Par le canal latéral de la Marne, il est connecté au réseau navigable de la Seine vers l'Île-de-France et la Normandie.
La Zorn, d'une longueur totale de 96,7 km, prend sa source dans la commune de Walscheid et se jette  dans le canal de la Marne au Rhin à Rohrwiller, après avoir traversé 34 communes. Les caractéristiques hydrologiques de la Zorn sont données par la station hydrologique située sur la commune. Le débit moyen mensuel est de 2,1 m3/s. Le débit moyen journalier maximum est de 42,2 m3/s, atteint lors de la crue du 26 mai 1983. Le débit instantané maximal est quant à lui de 45,6 m3/s, atteint le même jour.
La Mossel, d'une longueur totale de 21,2 km, prend sa source dans la commune de Dabo et se jette  dans la Zorn à Dettwiller, après avoir traversé douze communes.
Un plan d'eau complète le réseau hydrographique : l'étang du Ramsthal (0,8 ha),.

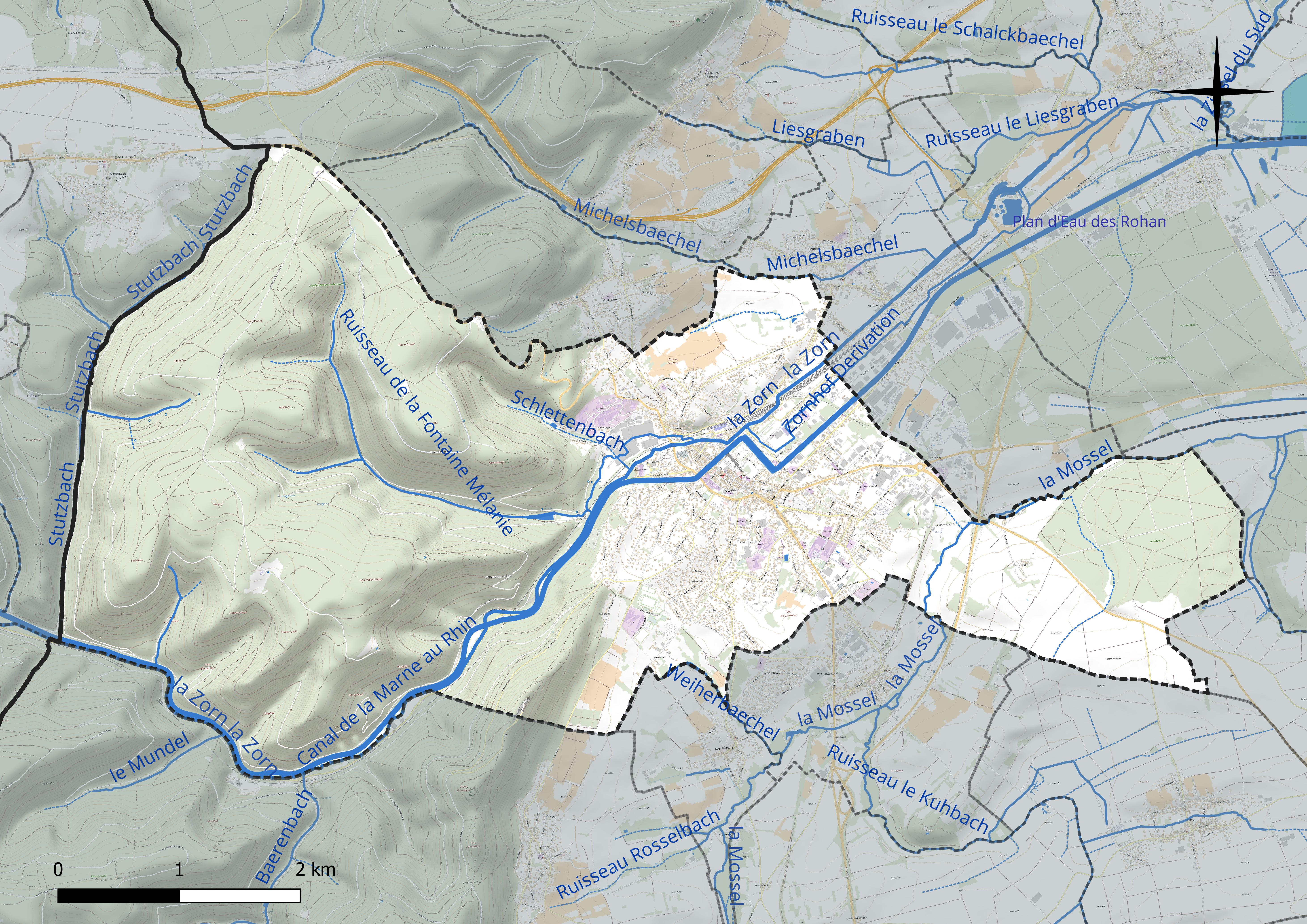
Réseau hydrographique de Saverne.

### Climat
Pour des articles plus généraux, voir Climat du Grand Est et Climat du Bas-Rhin.
En 2010, le climat de la commune est de type climat des marges montargnardes, selon une étude du Centre national de la recherche scientifique s'appuyant sur une série de données couvrant la période 1971-2000. En 2020, Météo-France publie une typologie des climats de la France métropolitaine dans laquelle la commune est exposée à un climat semi-continental et est dans la région climatique Vosges, caractérisée par une pluviométrie très élevée (1 500 à 2 000 mm/an) en toutes saisons et un hiver rude (moins de 1 °C).
Pour la période 1971-2000, la température annuelle moyenne est de 10,3 °C, avec une amplitude thermique annuelle de 17,6 °C. Le cumul annuel moyen de précipitations est de 803 mm, avec 11,4 jours de précipitations en janvier et 10,2 jours en juillet. Pour la période 1991-2020, la température moyenne annuelle observée sur la station météorologique de Météo-France la plus proche, « Wangenbourg_sapc », sur la commune de Wangenbourg-Engenthal à 13 km à vol d'oiseau, est de 9,9 °C et le cumul annuel moyen de précipitations est de 1 131,8 mm. 
La température maximale relevée sur cette station est de 36,4 °C, atteinte le 25 juillet 2019 ; la température minimale est de −16,9 °C, atteinte le 7 février 2012,,.
Les paramètres climatiques de la commune ont été estimés pour le milieu du siècle (2041-2070) selon différents scénarios d'émission de gaz à effet de serre à partir des nouvelles projections climatiques de référence DRIAS-2020. Ils sont consultables sur un site dédié publié par Météo-France en novembre 2022.

## Urbanisme

### Typologie
Au 1er janvier 2024, Saverne est catégorisée centre urbain intermédiaire, selon la nouvelle grille communale de densité à sept niveaux définie par l'Insee en 2022.
Elle appartient à l'unité urbaine de Saverne, une agglomération intra-départementale regroupant huit  communes, dont elle est ville-centre,,. Par ailleurs la commune fait partie de l'aire d'attraction de Strasbourg (partie française), dont elle est une commune de la couronne,. Cette aire, qui regroupe 268 communes, est catégorisée dans les aires de 700 000 habitants ou plus (hors Paris),.

### Occupation des sols
L'occupation des sols de la commune, telle qu'elle ressort de la base de données européenne d’occupation biophysique des sols Corine Land Cover (CLC), est marquée par l'importance des forêts et milieux semi-naturels (66,5 % en 2018), une proportion sensiblement équivalente à celle de 1990 (66,6 %). La répartition détaillée en 2018 est la suivante : 
forêts (66,5 %), zones urbanisées (15,8 %), terres arables (6,7 %), prairies (5,8 %), zones industrielles ou commerciales et réseaux de communication (3,4 %), cultures permanentes (1,6 %), zones agricoles hétérogènes (0,3 %). L'évolution de l’occupation des sols de la commune et de ses infrastructures peut être observée sur les différentes représentations cartographiques du territoire : la carte de Cassini (XVIIIe siècle), la carte d'état-major (1820-1866) et les cartes ou photos aériennes de l'IGN pour la période actuelle (1950 à aujourd'hui).

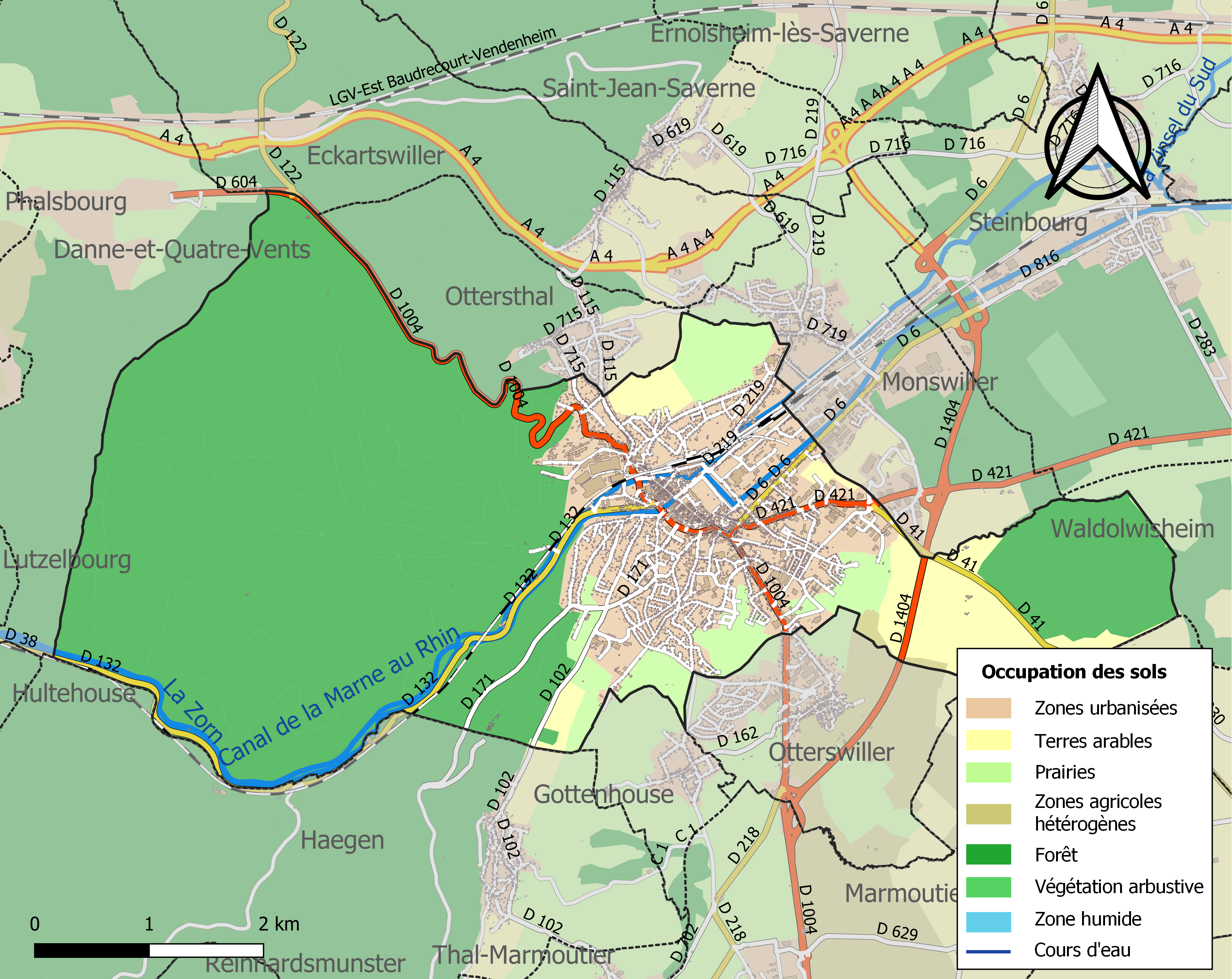
Carte des infrastructures et de l'occupation des sols de la commune en 2018 (CLC).

### Voies de communication et transports

#### Transports urbains
La commune propose deux moyens de transports urbains : des voitures en libre service (Citiz) et un service de transport à la demande baptisé « La Comète ».
Depuis 2021, la ville a mis en place une ligne de bus électrique et gratuite nommée e-lico. Chaque navette est géo-localisable via une application.

#### Routes
La commune se trouve sur le tracé de l'ancienne RN 4 (Paris-Strasbourg via Vitry-le-François, Saint-Dizier et Nancy) et de l'autoroute A4 (Paris-Strasbourg via Reims et Metz).
À l'échelle locale, Saverne est reliée à Lutzelbourg par la D 132 et à Brumath par la D 421.

#### Voies ferrées

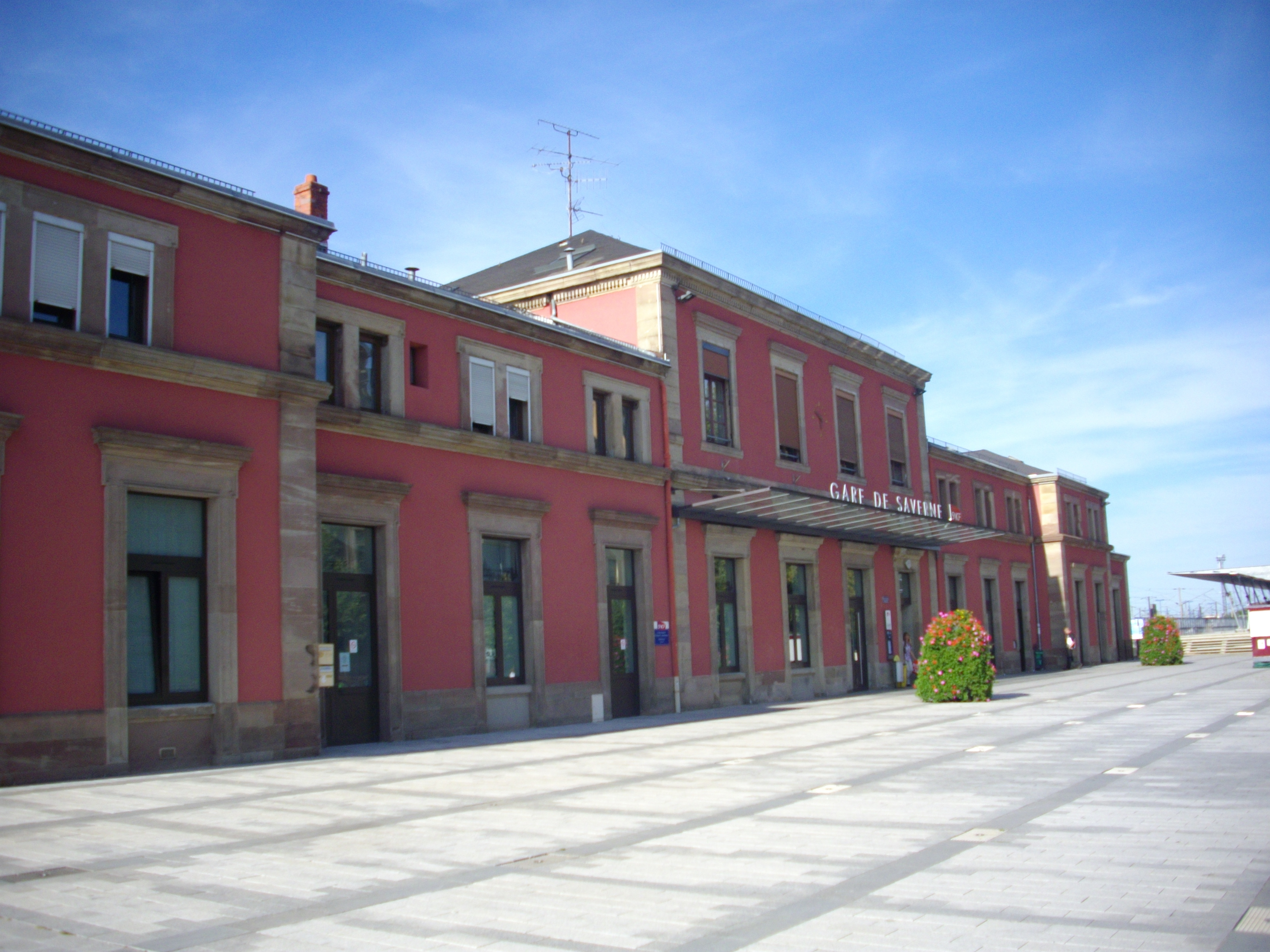
La gare.

Saverne est traversée par la ligne Paris – Strasbourg, à la sortie de la vallée de la Zorn. La gare de Saverne, construite dans les années 1850, est aujourd'hui une importante gare TER pour les mouvements pendulaires entre Strasbourg et Nancy. Elle bénéficie également d'une liaison vers Paris en TGV. Le TGV a ramené le meilleur temps de parcours vers la capitale à 2 h 40 min.
Dans le cadre des travaux du second tronçon de la LGV Est européenne (mis en service le 3 juillet 2016, un tunnelier de 2 200 tonnes a creusé, d'août 2010 à 2013, le tunnel de Saverne (4 km de long, nécessitant environ 7 mois de creusement par tube, à raison d'une avancée moyenne de 22,50 m par jour, réalisée sans interruption nocturne en travail posté), tout en supprimant les effets de fragmentation écologique induit par les lignes à grande vitesse non enterrées. Ce tunnel traverse un sous-sol marno-calcaire (à l'est) ou gréseux, faillé dans une zone centrale d'environ 500 m. Il a nécessité : 307 000 m3 d'excavations par tube, 31 000 voussoirs, 60 000 m3 de béton de structure et de remplissage, 614 000 m3 de marinage dont 320 000 m3 réutilisés sur place, et 8 200 tonnes d'acier.

#### Pistes cyclables et sentiers
Saverne est une étape sur le parcours cyclable longue distance EuroVelo 5 (via Romea Francigena). Ce parcours emprunte le chemin de halage aménagé du canal. Il est revêtu sur toute sa longueur entre la sortie du tunnel d'Arzviller et Strasbourg, où il rejoint l'EV15 (Véloroute Rhin) qui relie Rotterdam à Andermatt en Suisse.
L'ancienne voie ferrée entre Saverne et Molsheim a été reconvertie en piste cyclable.
Le sentier de grande randonnée 53 (Wissembourg-Donon à travers les Vosges du Nord) passe par Saverne.

## Toponymie
- Anciens noms : Tabernis au IIIe siècle[42], Tres Tabernae au IVe siècle, Ziaberna à la fin du Ve siècle puis sous la forme allemande Zabarnam en 841.
- En allemand : Zabern[43]. Dans la première moitié du XIXe siècle, Saverne était également connue au niveau postal sous les alias allemands de Elsas-Zabren et Zavren[44].

## Histoire

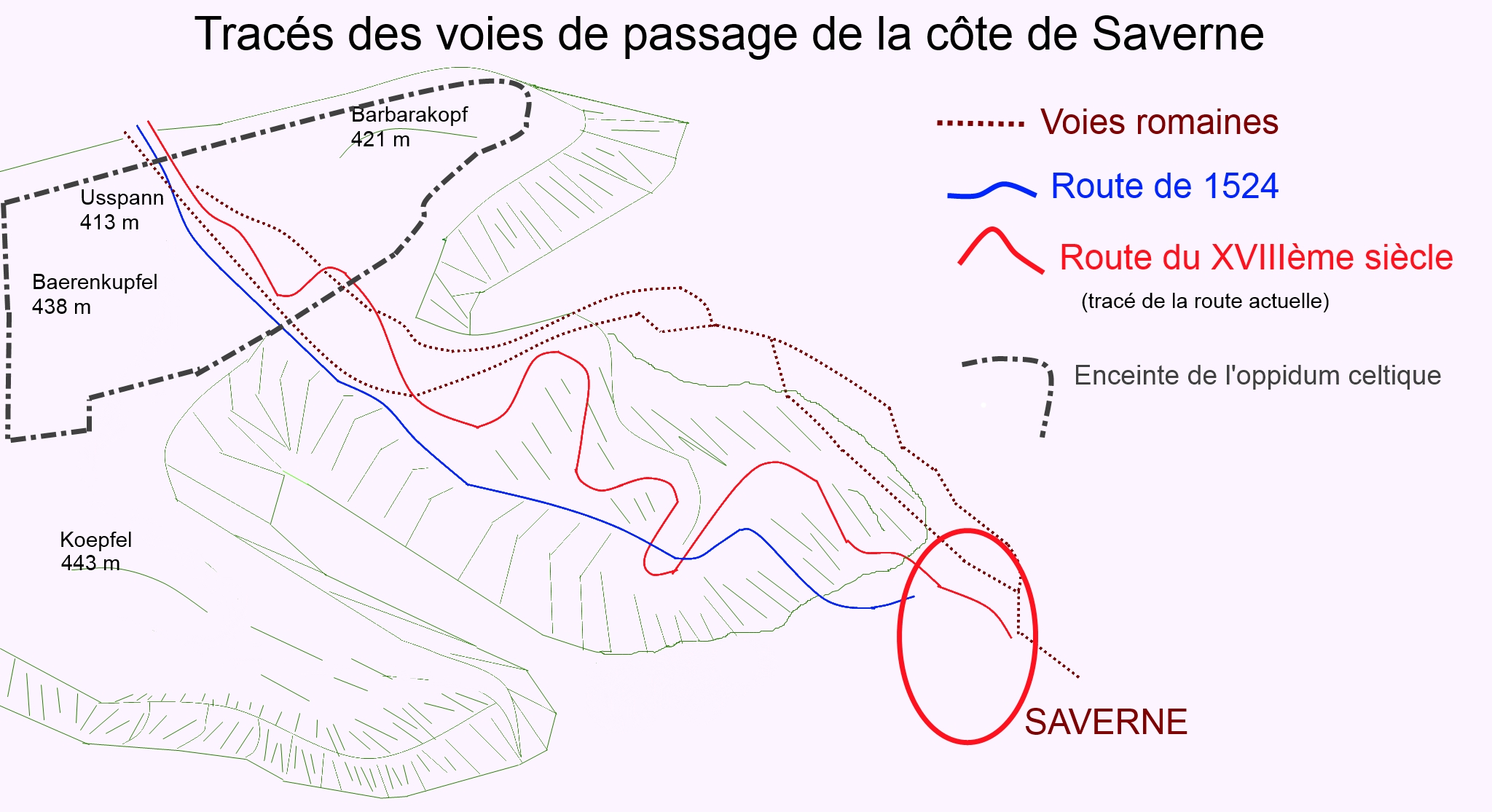
Les voies de passage du col de Saverne.

Saverne conserve les traces d'un passé qui remonte à l'Antiquité : vestiges du mur d'enceinte romain, mur médiéval, église romane, cloître, maisons anciennes remarquables.

### Antiquité
Dans la Gaule pré-romaine, le site de Saverne relevait de la cité des Médiomatriques qui, au IIe siècle av. J.-C., avaient installé un oppidum près du col : l'oppidum du Fossé des Pandours, situé sur un éperon rocheux aujourd'hui réparti entre les communes de Saverne et d'Ottersthal. Aucune trace d'occupation gauloise antérieure n'a été retrouvée.
Dans l'Empire romain, une agglomération gauloise nommée « Tres Tabernae », apparaît dès le Ier siècle de notre ère à côté d'un camp romain.
Au IIIe siècle, la ville de Tres Tabernae, située sur les hauteurs, est fortifiée, comme nombre d'autres villes de l'Empire à cette époque.

### Moyen Âge
À partir de 1236, Saverne fait partie des possessions des princes-évêques de Strasbourg, qui la conserveront jusqu'à la Révolution.
En 1394, Saverne devient même résidence épiscopale ce qui favorise son développement : l'habitat urbain s'étend hors de l'enceinte romaine. Une ville basse s'établit au-delà de la porte « Mitteltor » et est précédée de l'autre côté de la Zorn par une agglomération appelée « Kleinstadt ». Moulins et tanneries se développent le long de la Zorn.
Un document atteste la présence de Juifs à Saverne en 1338. L'évêque Robert de Bavière les expulse en 1440 et la ville leur sera interdite pendant près de deux siècles.

### Temps modernes

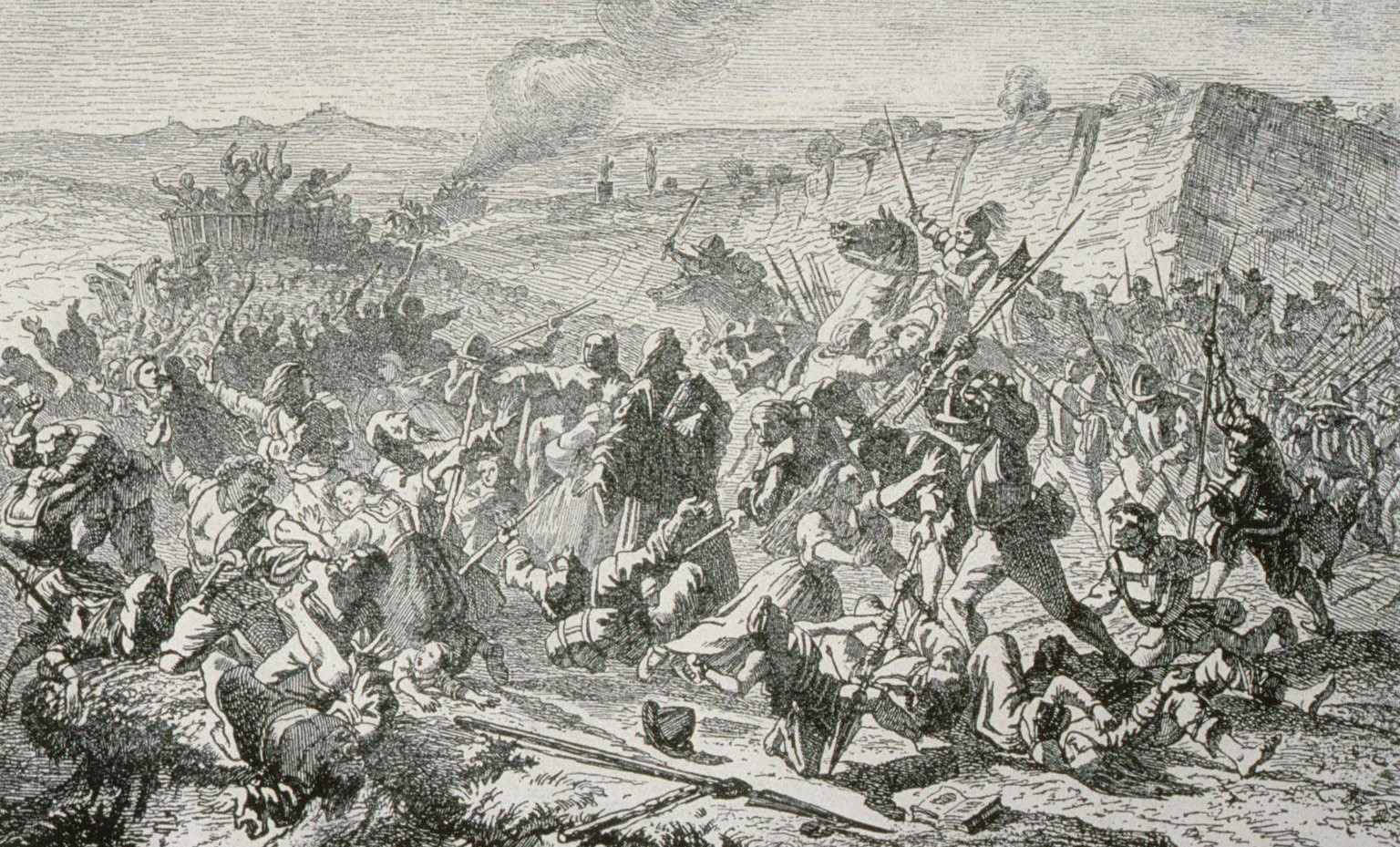
Massacre des paysans devant Saverne en 1525
(E. Beyer et E. Gluck, 1862).

Pendant la guerre des paysans en 1525, Saverne est prise par l'armée du duc de Lorraine ; la population est massacrée ainsi que les membres des bandes paysannes qui s'y étaient réfugiés (environ 20 000 morts).
En 1613, l'évêque Léopold d'Autriche consent aux Juifs le droit de commercer, sans toutefois les autoriser à ouvrir boutique. En 1616, il impose aussi un péage réservé aux Juifs (Judenzoll) pour entrer dans la ville. En 1632, la communauté juive obtient l'autorisation d'inhumer ses morts sur une pâture communale située sur le Judenberg, ouvert à tout vent et n'a l'autorisation de l'enclore qu'en 1754.

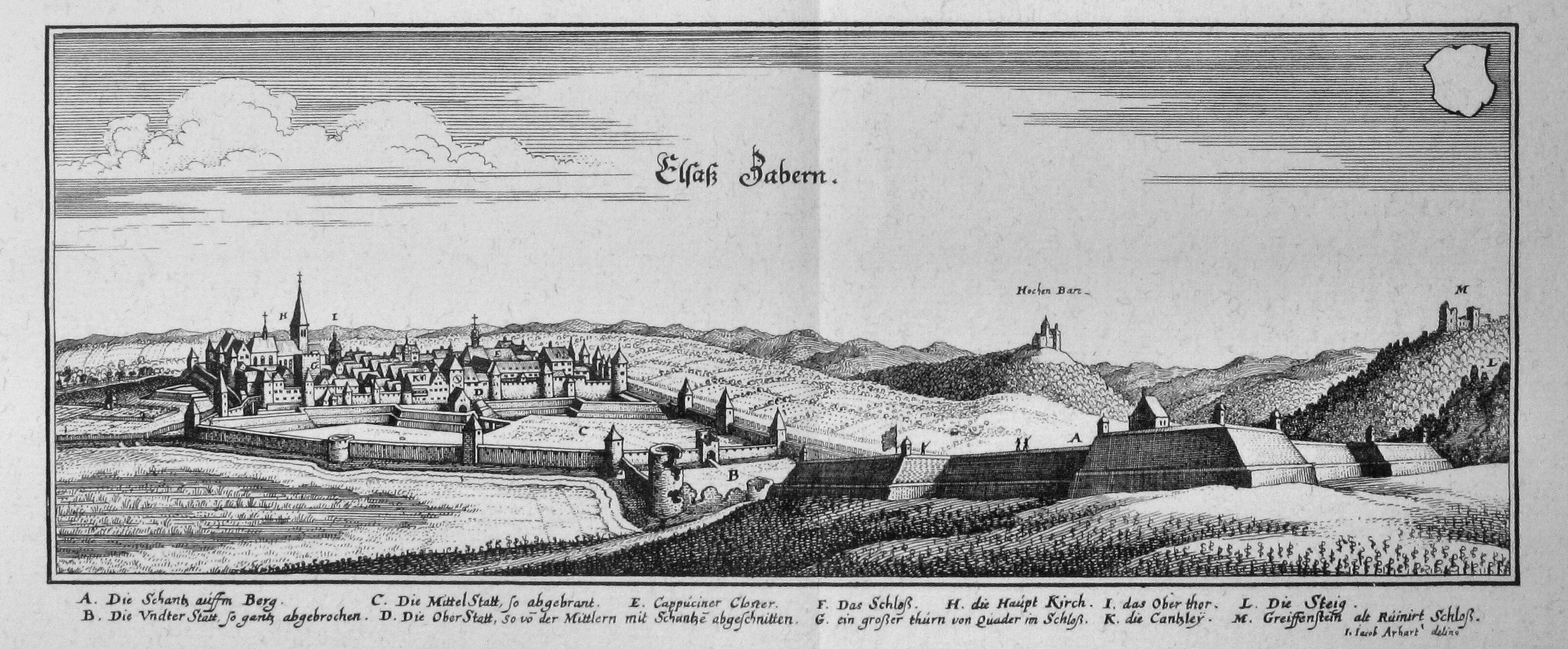
Saverne en 1663
(Matthäus Merian).

En 1634, le Grand Chapitre de Saverne accorde sa protection à deux Juifs. L'évêque Franz Egon de Furstenberg les contraint à habiter dans des maisons d'une cour de la basse-ville, sur la rive droite de la Zorn. L'endroit sera appelé « Judenhof » : la Cour des Juifs. En 1689, le recensement ordonné par l'intendant Jacques de la Grange, donne que six familles juives habitent à Saverne sur les 525 réparties dans la province d'Alsace.
La ville est lentement reconstruite après les sièges et les incendies dus à la guerre de Trente Ans. À partir du milieu du XVIIe siècle, un règlement établit que toutes les constructions doivent être de même hauteur et correctement alignées.
Comme le reste de la province d'Alsace, Saverne entre dans le royaume de France.
Au début du XVIIIe siècle, le cardinal Armand Gaston Maximilien de Rohan facilite la construction du quartier entre la Porte Haute et la rue des Bains.
En 1744, pendant la guerre de Succession d'Autriche, Saverne subit un moment d'occupation par les pandoures du baron de Trenck.
En 1779, grâce à la générosité de Salomon Lippmann et Simon Cerf, les Juifs de Saverne disposent d'une première synagogue (pour 36 hommes) située dans la Judenhof. Elle est dirigée par le « substitut-rabbin » Samuel Kahn. À cette époque, la communauté juive de Saverne compte 103 personnes. La plupart sont « peimesshaendler », maquignons, marchands de bestiaux.

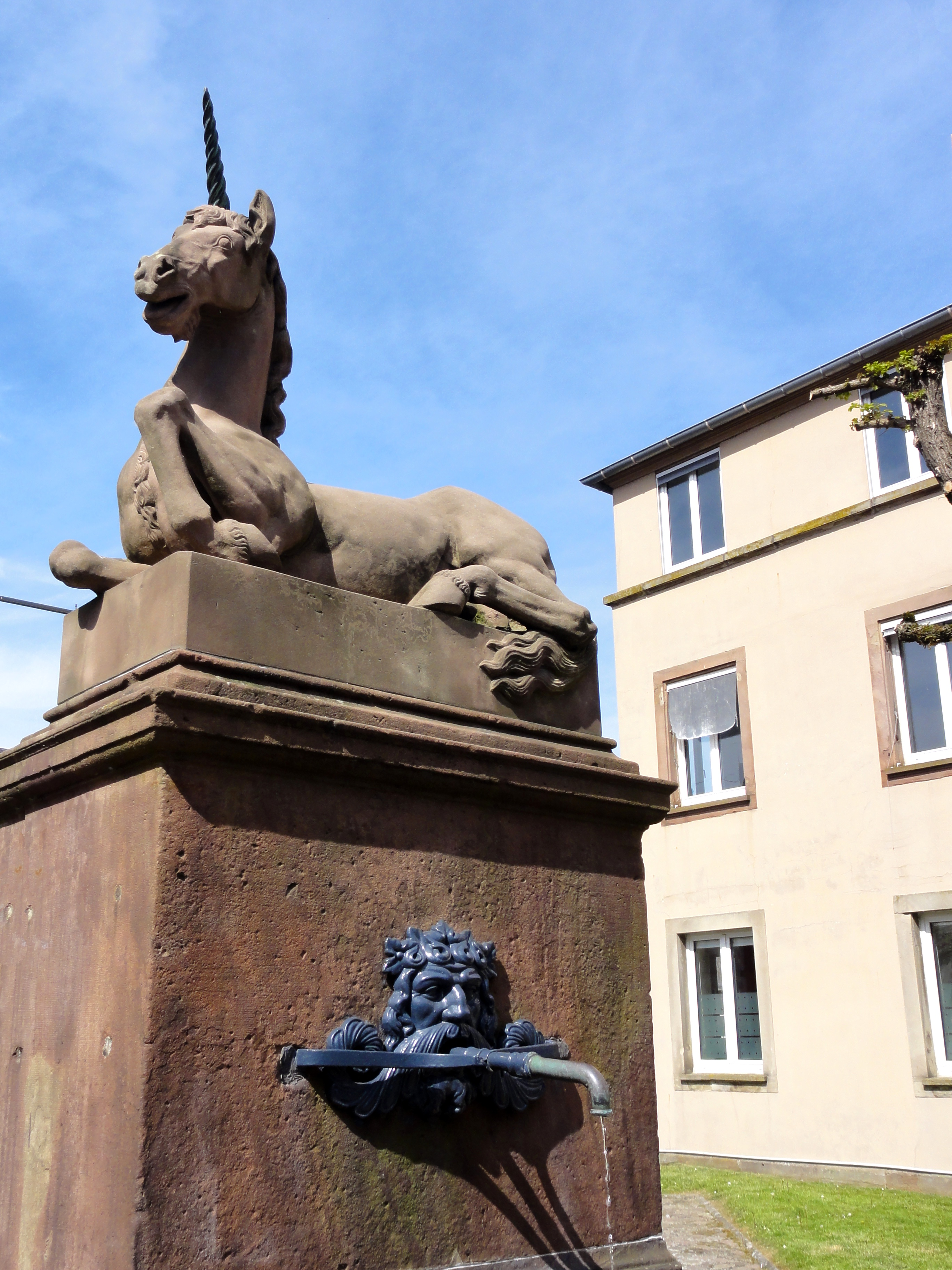
La fontaine de la licorne.

La cité connaît un grand essor démographique au XVIIIe siècle. Malgré l'antisémitisme, la communauté juive s'élève à 252 personnes, environ 5 % de la population, au recensement de 1806.

### La Révolution et l'Empire
En 1794, la municipalité jacobine de Saverne ordonne la destruction de toutes les pierres tombales juives dans la ville, les déclarant « manifestations de fanatisme ».
Le 29 septembre 1806, par la voix de Joseph Rose, juge de paix du canton de Saverne, Napoléon statue dans l'affaire opposant Louis Wollbrete, premier adjoint au maire de la ville, contre le négociant Lazare Simon, pour avoir proferé des injures contre le Maire, Claude Pierre Monet, et condamne le défendeur à un emprisonnement de deux jours et aux dépens à 25,71 francs. Néanmoins, le juge fait remarquer que depuis le début de l'administration dudit maire, les cotes d'imposition des juifs « ont été singulièrement augmentées tant pour leurs impositions personnelles et mobilières que patentes », outre les taxes sur les baux communaux que la communauté juive est seule à payer à Saverne depuis 15 ans ; que les citoyennes et citoyens juifs sont « de jour comme de nuit » perpétuellement vexés, insultés, agressées dans les rues (à coups de pierre, de boue, boules de neige, forçage de porte, vol ou dégradation d'objets ou nourriture...) « partout où ils passent », sans que le maire qui leur promet à chaque fois de faire justice à leurs plaintes, ne tienne parole, et qu'il ne se prive pas de dire qu'il veut se débarrasser de tous les juifs de sa ville ; que ce même maire « a attenté à la Liberté des Consciences et des Cultes » en ordonnant l'inhumation dans le cimetière juif de Russes décédés d'épidémie lors de leur passage comme prisonniers de guerre dans cette ville. Le juge en déduit que le maire Monet « est un nonchalant pour remplir ses devoirs que lui imposent ses fonctions et un opiniatre ennemi des individus juifs qui sont sous son administration » mais qu'il faut toutefois se prémunir contre « l'insubordination judaïque », d'où la condamnation du défendeur.

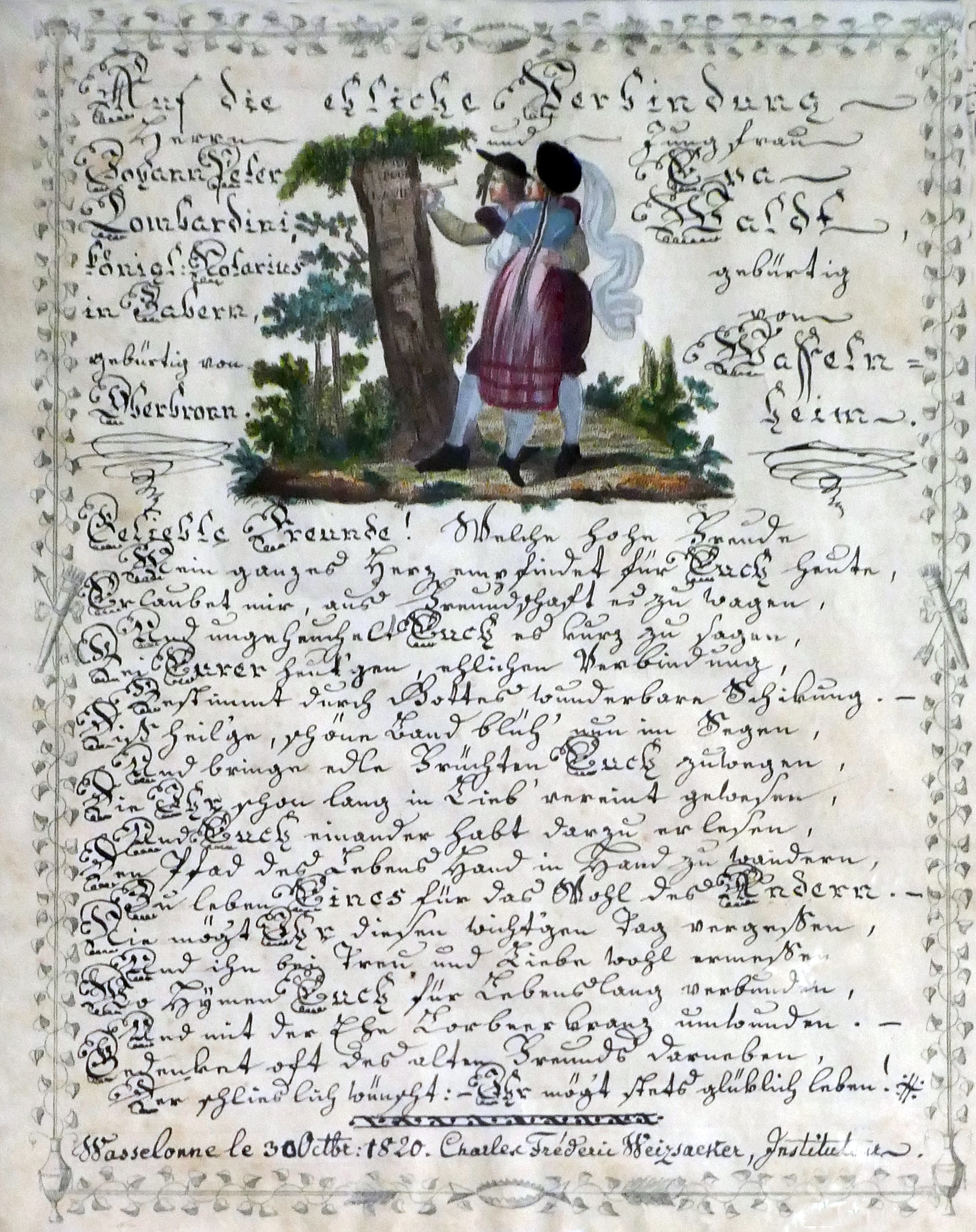
Vœux de mariage protestant à Saverne, 1820.

### Le grandXIXesiècle(1815-1918)

#### Saverne française (jusqu'en 1871)
Un discours prononcé par le député Adolphe Crémieux à Saverne en 1844 conduit à l'abolition du serment More judaico, nécessaire jusque-là par les tribunaux d'Alsace. En 1848, de violentes émeutes anti-juives ont lieu à Saverne, qui pillent et saccagent leurs biens.
Saverne voit l’arrivée du chemin de fer le 29 mai 1851 avec l’ouverture de la section de Sarrebourg à Strasbourg de la ligne Paris - Strasbourg.
Au chemin de fer, s'ajoute la construction du canal menant de la Marne au Rhin en 1853 qui permettent un développement accru du commerce et de l’industrie.
Vers 1860, l'activité industrielle contribue à la fondation d'une importante communauté protestante.
De grands personnages ont séjourné à Saverne, comme Johann Wolfgang von Goethe et Victor Hugo.

#### Saverne allemande (1871-1918)
De 1871 à 1918, la ville est rattachée à l'Empire allemand, comme toute l'Alsace-Lorraine. Elle fait partie du district de Basse-Alsace. Son nom allemand officiel est « Zabern ».
En 1872, c'est à Saverne qu'est fondé le Club vosgien.
Fin 1913, Saverne est le théâtre d'événements au retentissement international, connus sous le nom d'incident de Saverne.
La commune redevient française à la fin de la Première Guerre mondiale.

### LeXXesiècle

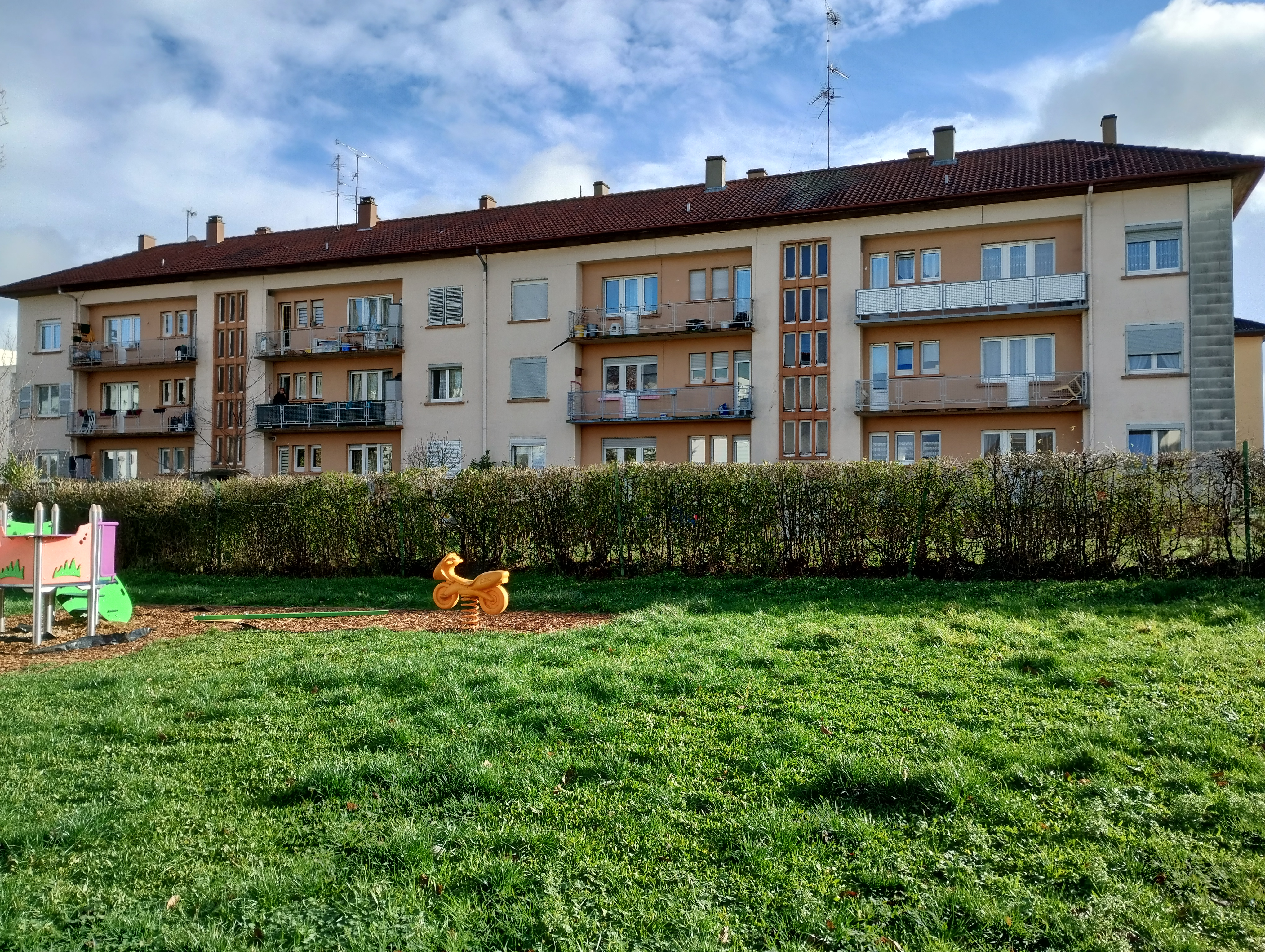
Quartier des Gravières, Saverne-Est.

En 1922, le 10e bataillon de chasseurs à pied, le « bataillon du drapeau » prend garnison à Saverne.
La ville fait partie des territoires annexés par l'Allemagne en 1940 ; les Malgré-nous sont enrôlés dans la Wehrmacht, les récalcitrants sont assassinés ou déportés.
Saverne est libérée le 22 novembre 1944 par la 2e division blindée du général Leclerc, préalable à la libération de la plaine d'Alsace et Strasbourg.
En 1964, la ville participe à la réconciliation et à l'amitié franco-allemande en inaugurant son jumelage avec la ville allemande de Donaueschingen.
La période permet également la construction de nouveaux logements, notamment le quartier des Gravières à l'est de la ville. Depuis 2015, il est intégré au sein d'un quartier prioritaire qui s'étend jusqu'à la rue Ruth, avec presque 1 600 habitants,.

### Histoire du faubourg Sainte-Madeleine, Saint-Nicolas
Ce faubourg est occupé dès le Ier siècle de notre ère. Il est abandonné au IIIe siècle lors de la construction de la citadelle de la ville haute.
Une léproserie, située en dehors des murs de la ville, y est construite au XIIe siècle puis une chapelle au XIIIe siècle. En 1301, une maison de recluses la close, à laquelle on annexe la chapelle Sainte-Madeleine proche, y est érigée. Le couvent est remplacé en 1456 par la chapelle Saint-Nicolas, celle-ci est entourée d'un cimetière en 1596.
Après l'incendie allumé par les troupes d'Ernst von Mansfeld en 1622, les maisons sont reconstruites. On y trouve des tuileries et la place de la foire. Le faubourg est à nouveau incendié en 1636 par les troupes du duc Bernard de Saxe-Weimar et reste inhabité jusqu'à sa reconstruction en 1673 grâce à l'évêque François-Egon de Furstenberg.
Dès 1675, le faubourg est mis en cendres par les troupes françaises qui se servent ensuite des matériaux pour la construction des nouvelles fortifications et notamment des bastions du faubourg. La reconstruction s'effectue quelques années plus tard avec l'aide de l'évêque et du magistrat de la ville.
La route de la côte de Saverne est construite entre 1728 et 1737. Elle communique avec le faubourg par la route de Paris sur laquelle s'établit une poste aux chevaux et de nombreuses hôtelleries. Au début du XVIIIe siècle, la partie du faubourg entre la porte de Strasbourg et le « Pfliegerst » n'étant pas bâtie, le cardinal Armand Gaston Maximilien de Rohan favorise sa construction en faisant niveler et paver la rue.

## Politique et administration

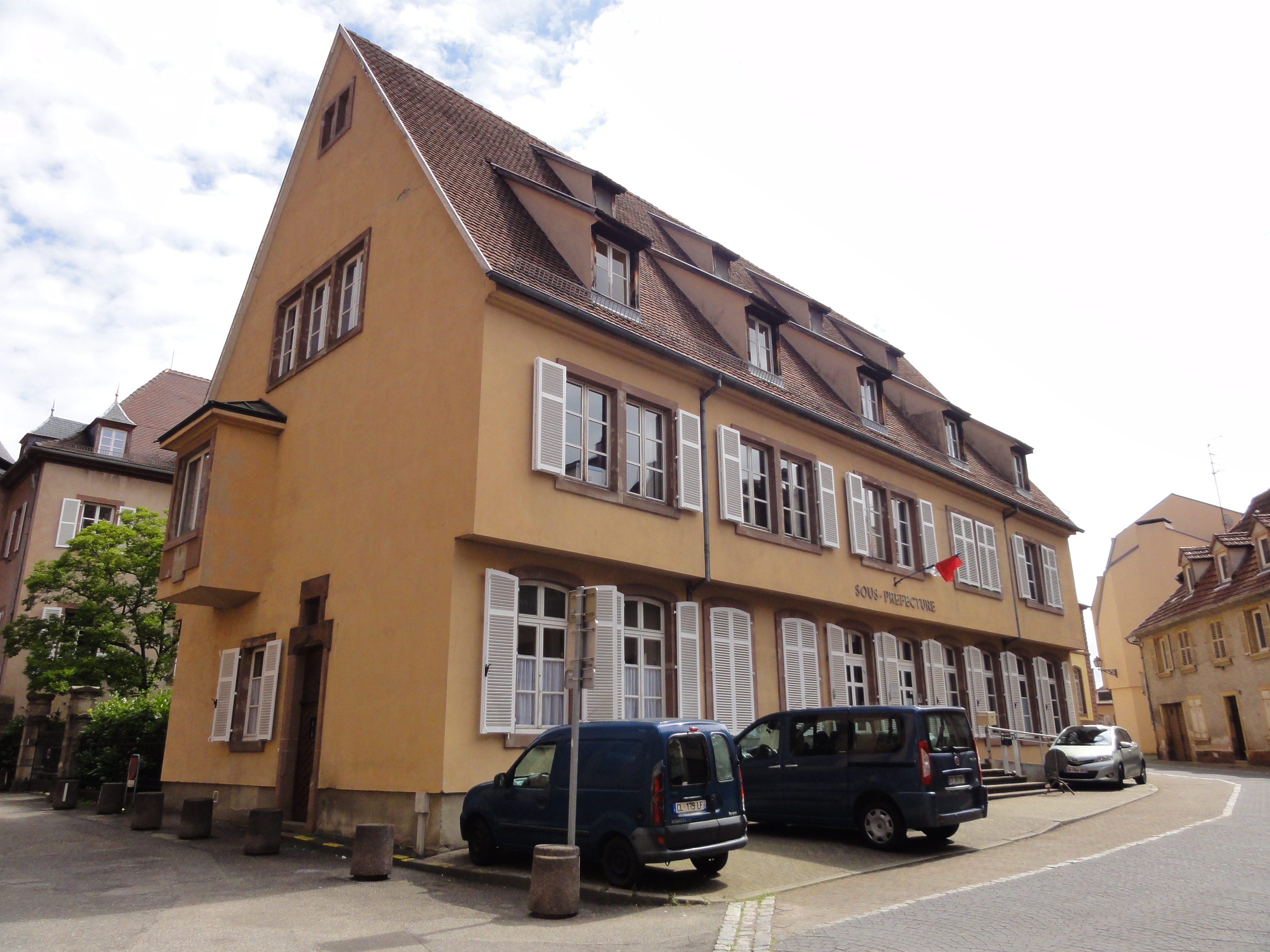
La sous-préfecture.

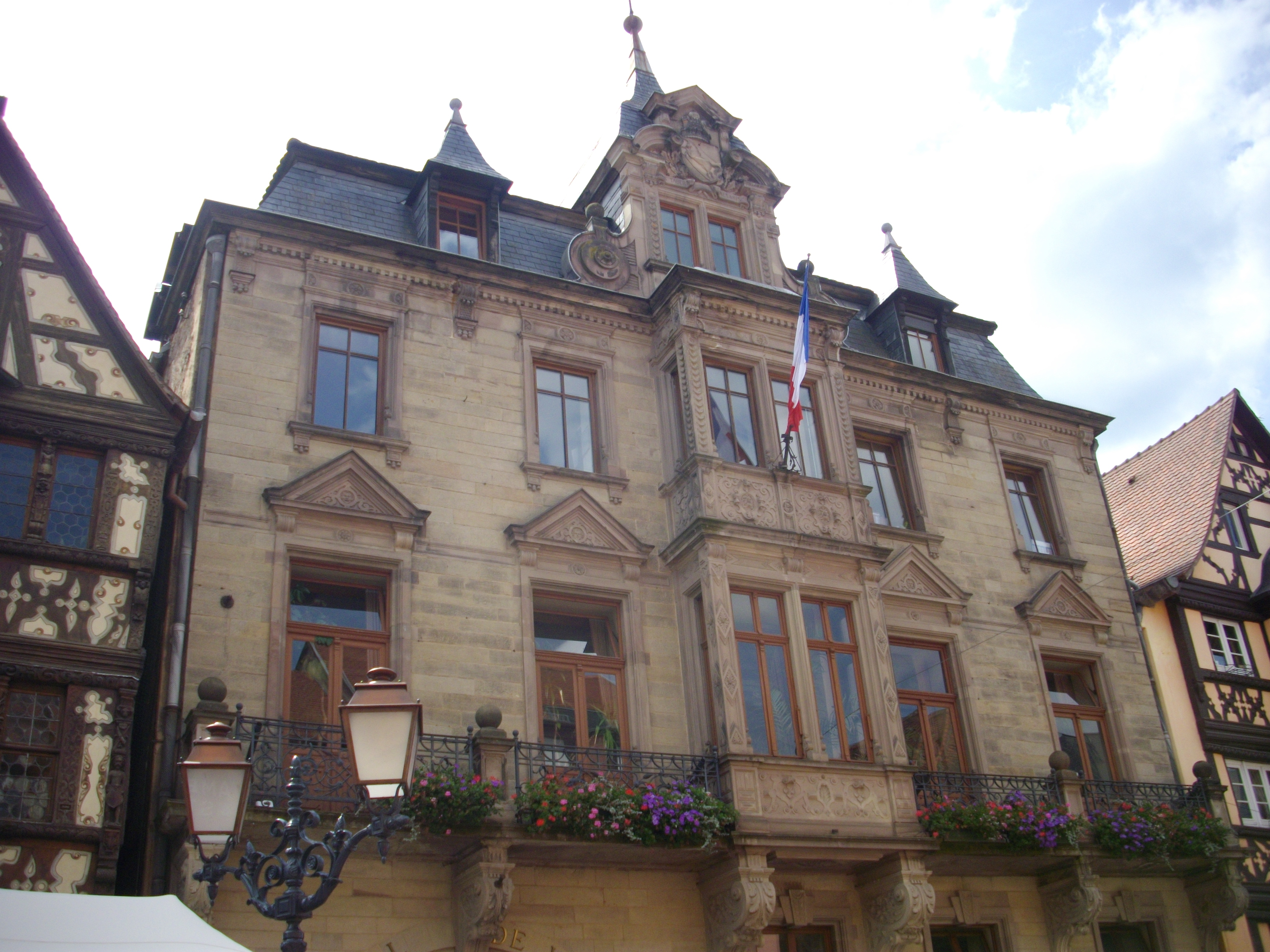
L'hôtel de ville.

La commune a le statut de sous-préfecture, elle est le chef-lieu de l'arrondissement de Saverne et du canton de Saverne.

### Budget et fiscalité 2023
En 2023, le budget de la commune était constitué ainsi :
- total des produits de fonctionnement : 18 032 000 €, soit 1 554 € par habitant ;
- total des charges de fonctionnement : 16 261 000 €, soit 1 402 € par habitant ;
- total des ressources d'investissement : 5 864 000 €, soit 505 € par habitant ;
- total des emplois d'investissement : 7 830 000 €, soit 675 € par habitant ;
- endettement : 11 598 000 €, soit 1 000 € par habitant.

Avec les taux de fiscalité suivants :
- taxe d'habitation : 13,82 % ;
- taxe foncière sur les propriétés bâties : 32,75 % ;
- taxe foncière sur les propriétés non bâties : 49,39 % ;
- taxe additionnelle à la taxe foncière sur les propriétés non bâties : 0,00 % ;
- cotisation foncière des entreprises : 0;00 %.

Chiffres clés Revenus et pauvreté des ménages en 2021 : médiane en 2021 du revenu disponible, par unité de consommation : 22 330 €.

### Intercommunalité
Saverne fait partie de la communauté de communes de Saverne-Marmoutier-Sommerau, qui regroupe trente-cinq communes.

### Tendances politiques et résultats
En 2017, au second tour de l'élection présidentielle à Saverne, les résultats étaient les suivants : Emmanuel Macron (En Marche) arrive à la première place avec 70,62 % des voix. Il devance Marine Le Pen (FN) qui récolte 29,38 % des voix. Emmanuel Macron était également en tête dans la localité de Saverne après le premier tour et avait reçu 24,94 % des votes.
On décompte 5,82 % de votes blancs et 1,81 % de votes nuls parmi les votants.

### Liste des maires
| Période         | Période                   | Identité                                            | Étiquette      | Qualité |
| --------------- | ------------------------- | --------------------------------------------------- | -------------- | --- |
| 25 mai 1945     | septembre 1945            | Henri Wolff (1872-1957)                             |                | Rentier, maire honoraire |
| septembre 1945  | 30 octobre 1947           | Gaston Heitz (1892-1958)                            |                | Maître boucher Adjoint au maire (1935 → ?) |
| 30 octobre 1947 | 5 février 1956            | Charles Biedermann (1904-1972)                      | RPF            | Ingénieur électricien, ancien résistant Adjoint au maire (1945 → 1947) |
| 10 février 1956 | 25 mars 1977              | Joseph Wolff                                        | MRP puis CD    | Médecin Conseiller général de Saverne (1945 → 1973) |
| 25 mars 1977    | 25 mars 2001              | Adrien Zeller                                       | UDF-CDS IA     | Fonctionnaire européen Député européen (1989 → 1992) Député du Bas-Rhin (7e circ.) (1973 → 1986 puis 1988 → 1998) Conseiller régional d'Alsace (1974 → 2009) Président du conseil régional d'Alsace (1996 → 2009) Conseiller général de Saverne (1973 → 1988) Secrétaire d'État chargé de la Sécurité sociale (1986 → 1988) |
| 25 mars 2001    | 16 mars 2008              | Thierry Carbiener                                   | UDF puis MoDem | Géomètre-expert Conseiller général de Saverne (2008 → 2015) |
| 16 mars 2008    | 13 mars 2013 (démission)  | Émile Blessig                                       | UMP            | Avocat Député du Bas-Rhin (7e circ.) (1998 → 2012) Conseiller général de Saverne (1988 → 2008) |
| 25 mars 2013    | En cours (au 31 mai 2020) | Stéphane Leyenberger Réélu pour le mandat 2020-2026 | UMP-LR         | Juriste au Conseil de l'Europe 1er vice-président de la CC du Pays de Saverne (2017 → ) |

### Sécurité
Saverne dispose d'une brigade de gendarmerie, d'une police municipale ainsi que d'une brigade de surveillance intérieure des douanes depuis 1993.

### Justice

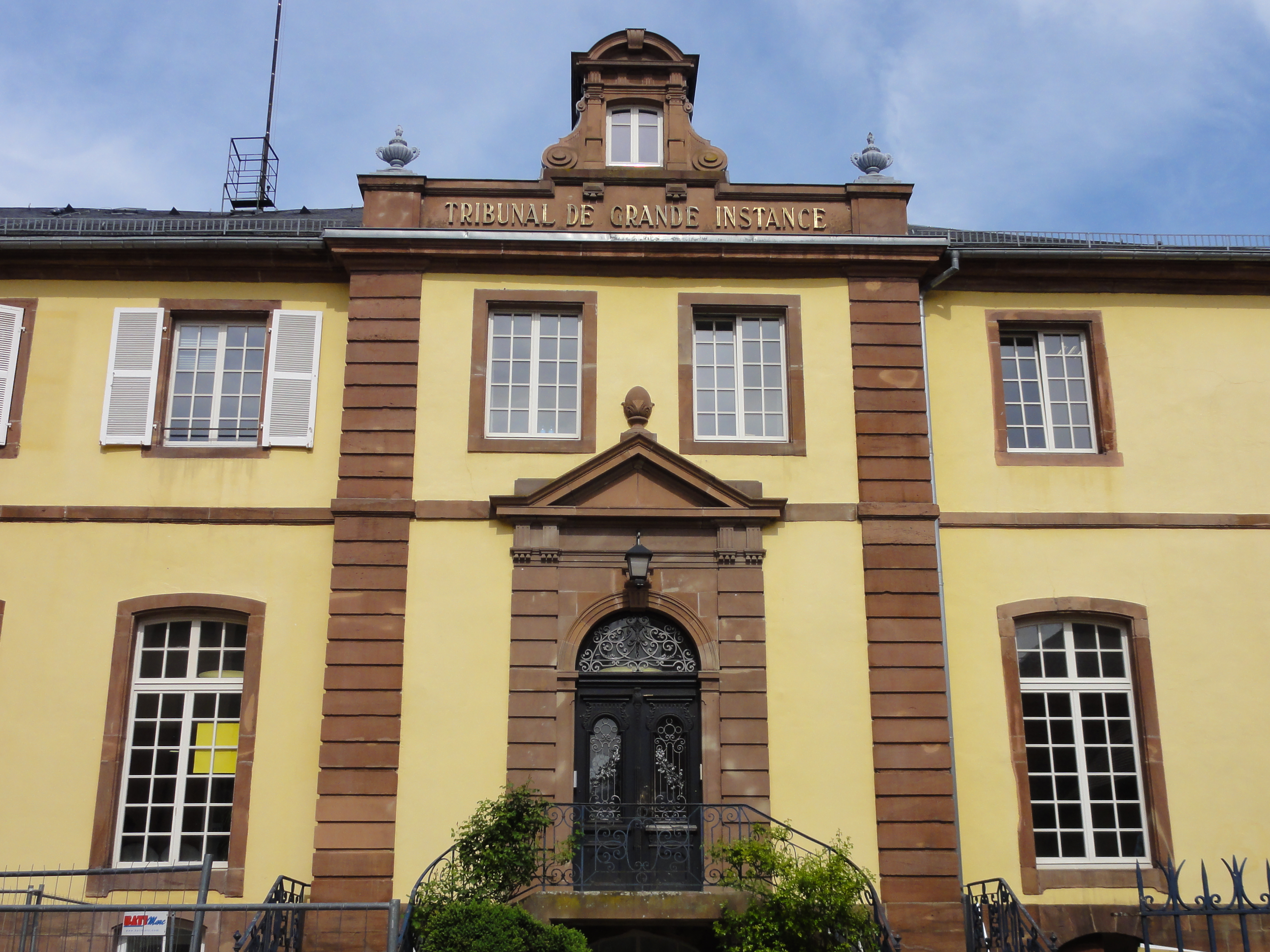
Le tribunal de grande instance de Saverne.

La compétence territoriale du tribunal de Saverne, juridiction de première instance dépendant de la cour d'appel de Colmar, couvre environ toute la moitié ouest du département.

### Jumelages
- Pokrov (Russie) depuis 2003
- Donaueschingen (Allemagne) depuis le 3 mai 1964
- Leominster (Angleterre) depuis le 16 juin 1992
- Mława (Pologne), ville de l'écrivaine polonaise Eva Kotchever.

À l'occasion du 45e anniversaire de son jumelage avec Donaueschingen, les blasons des deux villes ont été mis sur la rame TGV POS 4403, le 28 novembre 2009.

## Population et société
La ville de Saverne a connu une croissance modérée du nombre de ses habitants depuis la Seconde Guerre mondiale. La hausse du prix des logements conduit aujourd'hui à construire un habitat plus dense, d'immeubles de taille moyenne sur les terrains encore vacants.
L'aire urbaine de Saverne est constituée de sept communes et comptait 16 366 habitants en 1999.

### Évolution démographique
L'évolution du nombre d'habitants est connue à travers les recensements de la population effectués dans la commune depuis 1793. Pour les communes de plus de 10 000 habitants les recensements ont lieu chaque année à la suite d'une enquête par sondage auprès d'un échantillon d'adresses représentant 8 % de leurs logements, contrairement aux autres communes qui ont un recensement réel tous les cinq ans,.

En 2022, la commune comptait 11 323 habitants, en évolution de +1,54 % par rapport à 2016 (Bas-Rhin : +3,17 %, France hors Mayotte : +2,11 %).
| 1793  | 1800  | 1806  | 1821  | 1831  | 1836  | 1841  | 1846  | 1851  |
| ----- | ----- | ----- | ----- | ----- | ----- | ----- | ----- | ----- |
| 3 849 | 3 980 | 4 163 | 4 595 | 5 106 | 5 352 | 5 226 | 5 738 | 6 407 |

| 1856  | 1861  | 1866  | 1871  | 1875  | 1880  | 1885  | 1890  | 1895  |
| ----- | ----- | ----- | ----- | ----- | ----- | ----- | ----- | ----- |
| 5 348 | 5 331 | 5 489 | 5 900 | 6 201 | 6 605 | 6 936 | 7 341 | 8 322 |

| 1900  | 1905  | 1910  | 1921  | 1926  | 1931  | 1936  | 1946  | 1954  |
| ----- | ----- | ----- | ----- | ----- | ----- | ----- | ----- | ----- |
| 8 498 | 8 937 | 9 153 | 7 316 | 7 916 | 8 436 | 9 141 | 8 869 | 8 682 |

| 1962  | 1968  | 1975   | 1982   | 1990   | 1999   | 2006   | 2011   | 2016   |
| ----- | ----- | ------ | ------ | ------ | ------ | ------ | ------ | ------ |
| 9 056 | 9 682 | 10 170 | 10 327 | 10 278 | 11 201 | 11 907 | 11 685 | 11 151 |

| 2021   | 2022   | - | - | - | - | - | - | - |
| ------ | ------ | - | - | - | - | - | - | - |
| 11 390 | 11 323 | - | - | - | - | - | - | - |

### Services publics
- Hôtel des impôts
- Pôle emploi
- Bureau de poste

### Enseignement
La commune dispose de plusieurs écoles maternelles, écoles primaires,, collèges et lycées.

### Cultes
Cultes présents sur la commune :
- communauté catholique, Communauté de paroisses du Pays du Haut-Barr, Diocèse de Strasbourg ;
- communauté protestante ;
- communauté juive ;
- communauté musulmane ;
- communauté bouddhiste.

### Santé

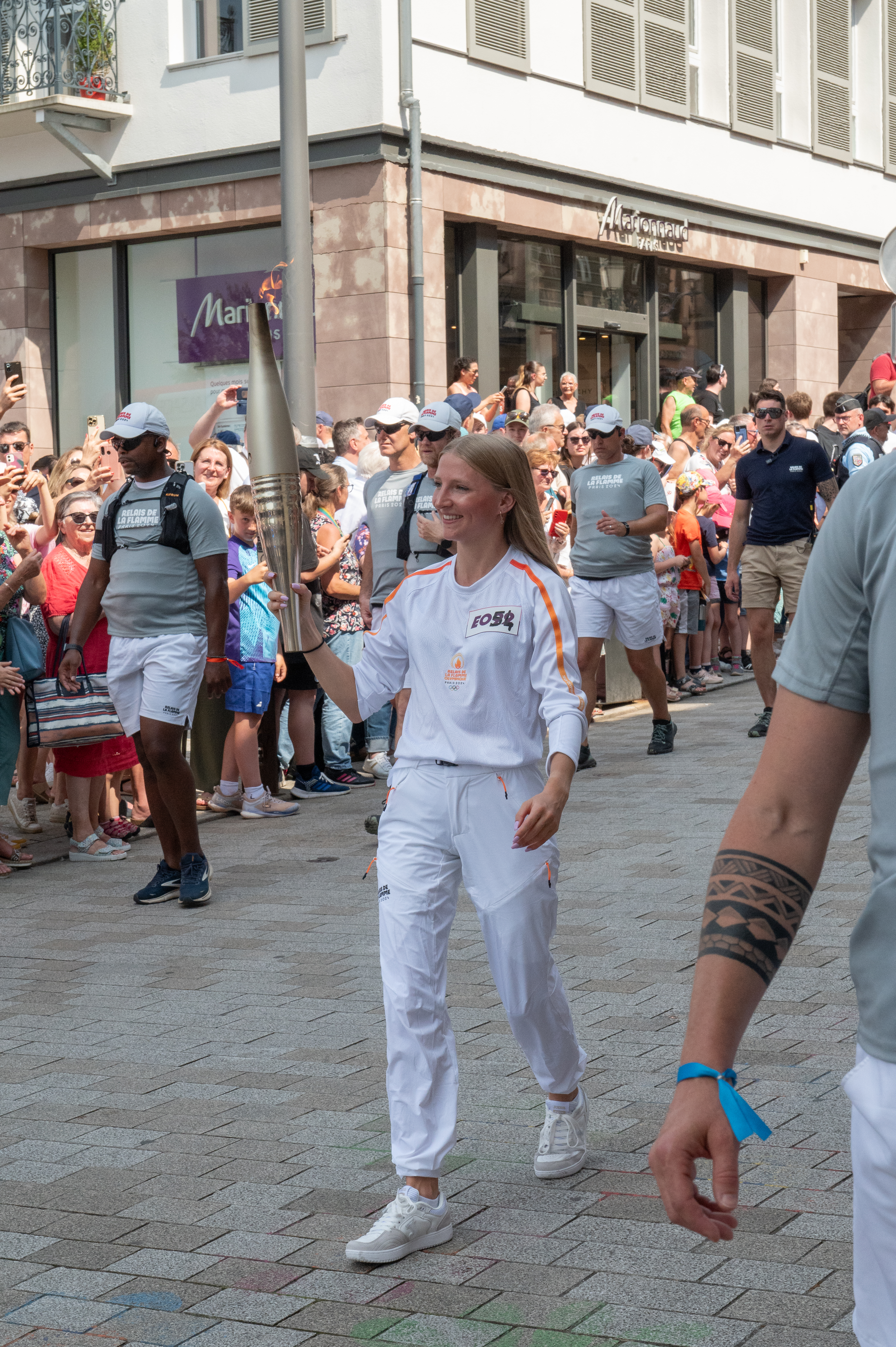
Pauline Stey porte la flamme olympique dans les rues de Saverne.

Professionnels et établissements de santé :
- Médecins à Saverne, Otterswiller, Monswiller , Steinbourg, Marmoutier.
- Pharmacies à Saverne, Monswiller , Steinbourg, Marmoutier, Dettwiller, Phalsbourg.
- Hôpitaux :

La ville dispose du centre hospitalier Sainte-Catherine de Saverne, ayant une capacité d'accueil de 415 lits,
et de deux autres établissements hospitaliers.

### Sports
Un cyclo-cross se déroule sur le chemin de halage aménagé du canal ; il a été le support de deux manches du Challenge la France cycliste de cyclo-cross en 2010 et 2012.
Saverne dispose d'un centre nautique, « l'Océanide ».
Le 26 juin 2024, Saverne accueille le relais de la flamme olympique des Jeux Olympiques d'été de Paris 2024. L'athlète spécialiste de marche rapide Pauline Stey participe au relais en tant que porteuse de la flamme, avant-dernière dans l'ordre de passage.

## Économie

### Entreprises et commerces

#### Agriculture
Activités agricoles, élevages, etc. :
- production végétale, production animale, activité et emploi agricole, économie et exploitation, industrie agroalimentaire, bois et forêt, agriculture biologique[80].

#### Tourisme
- Hôtels
- Gîtes
- Restaurants

#### Commerces et services
- Brasserie Licorne
- Chocolaterie Jacques Bockel

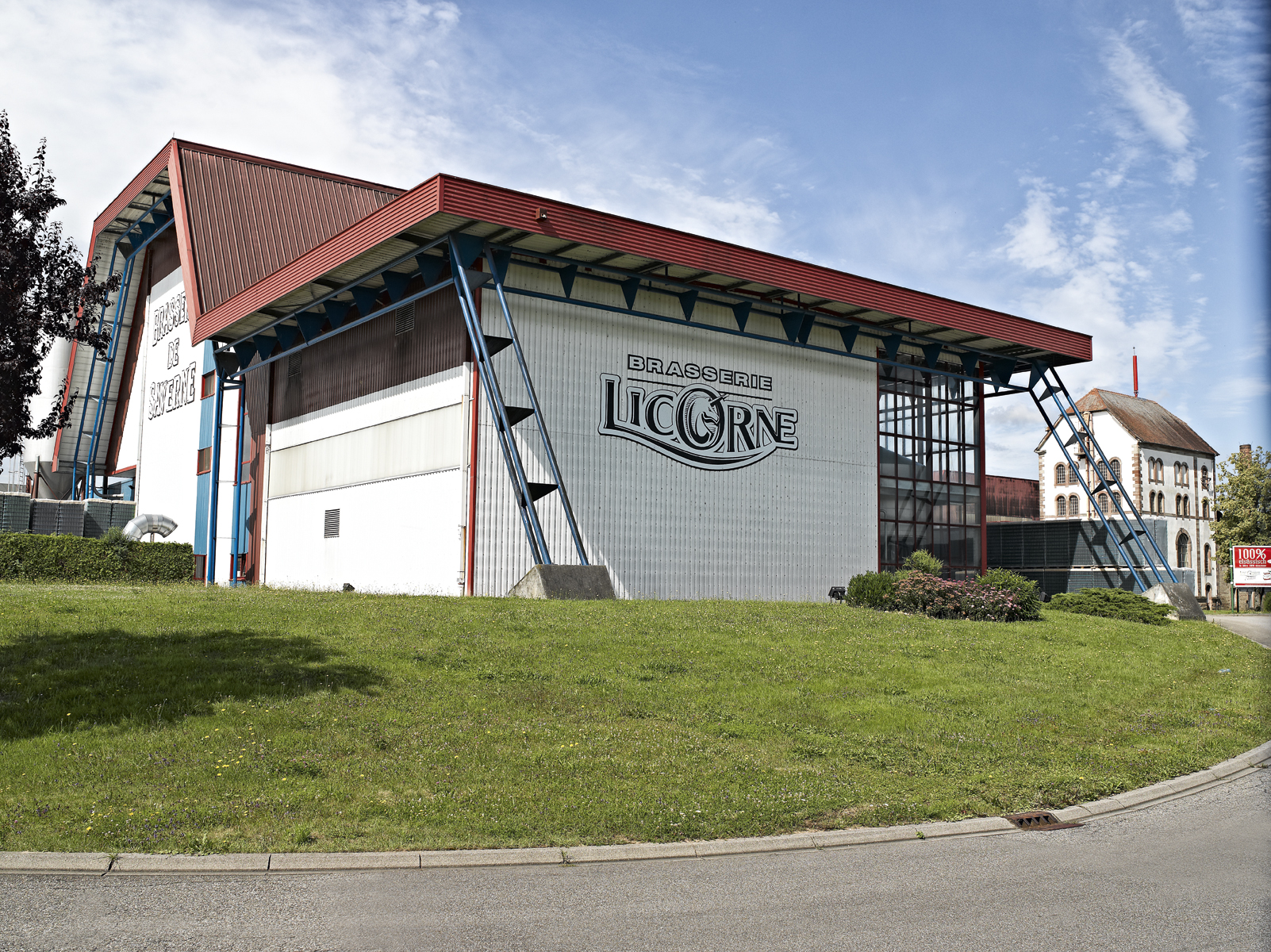
La brasserie Licorne.

- Eurofins Analyses pour l'Environnement, Eurofins Hygiène du Bâtiment et Eurofins Environnement Logistique, laboratoire d'analyses sur sols, air, eaux, sédiments, boues et mâchefers. Installée à Saverne depuis 2005, l'entreprise emploie 310 salariés en 2016[81]
- Haemmerlin, fabrication de brouettes
- Hager, entreprise de fabrication de matériel électrique
- Kuhn, entreprise de matériel agricole
- Plate-Forme Technologique Extrusion, plate-forme de recherche et de développement en plasturgie
- Saverne Transports, transports et entreposage, à Steinbourg

#### Industries disparues
- Adidas, le siège social français s'installe à Dettwiller en 1959 puis à Landersheim en 1973. En avril 2018, il quitte la région de Saverne pour le nouveau quartier d'affaires du Wacken à Strasbourg[82]. Une usine de chaussures de la marque était également implantée à Dettwiller jusqu'en 1992. Un magasin d'usine reste ouvert à Landersheim ;
- SAIT Mining, fabricant de matériel électrique pour les mines. Implantée à Saverne depuis 1925, la société employait 400 personnes dans les années 1970. La production est arrêtée le 1er mars 2016[83].
- Verrerie Avril, usine spécialisée dans le verre optique installée à Saverne à partir de 1884 et appartenant à la dynastie de verriers Avril. L’entreprise a disparu en 1970 et les bâtiments ont été rasés en 2001 lors de l’agrandissement des locaux de l’entreprise Kuhn[84].

## Lieux et monuments
- Le château des Rohan[85] et son musée. Son immense façade néoclassique rappelle la gloire des Princes-Évêques et témoigne du rôle historique de Saverne, siège de l'Évêché pendant plusieurs siècles ;
- Le château du Haut-Barr[86],[87] ;
- Le château de Greifenstein[88],[89] ;
- La tour du télégraphe Chappe[90] (sur le territoire de la commune de Haegen) ;

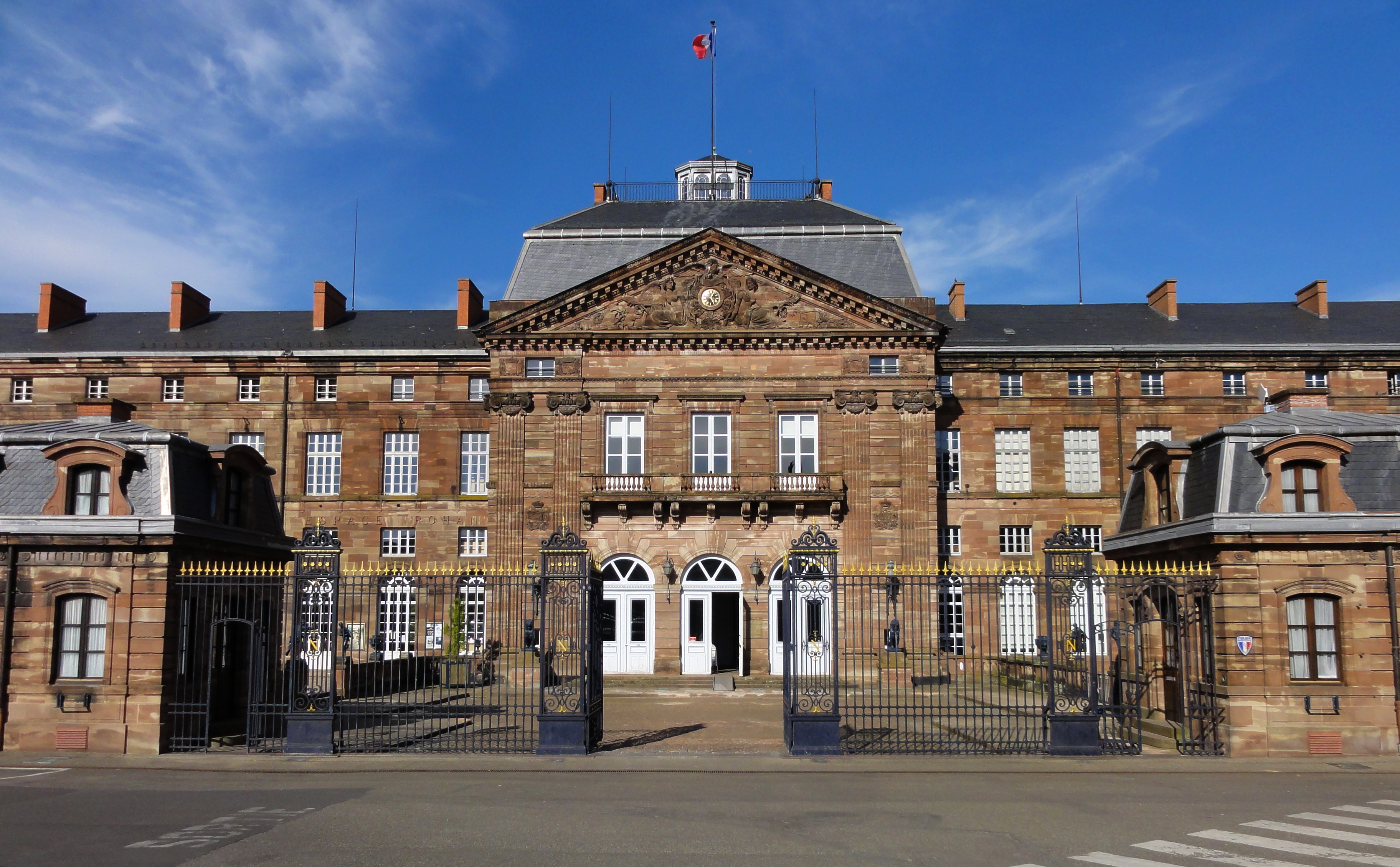
Château des Rohan (XVIIIe – XIXe siècle).
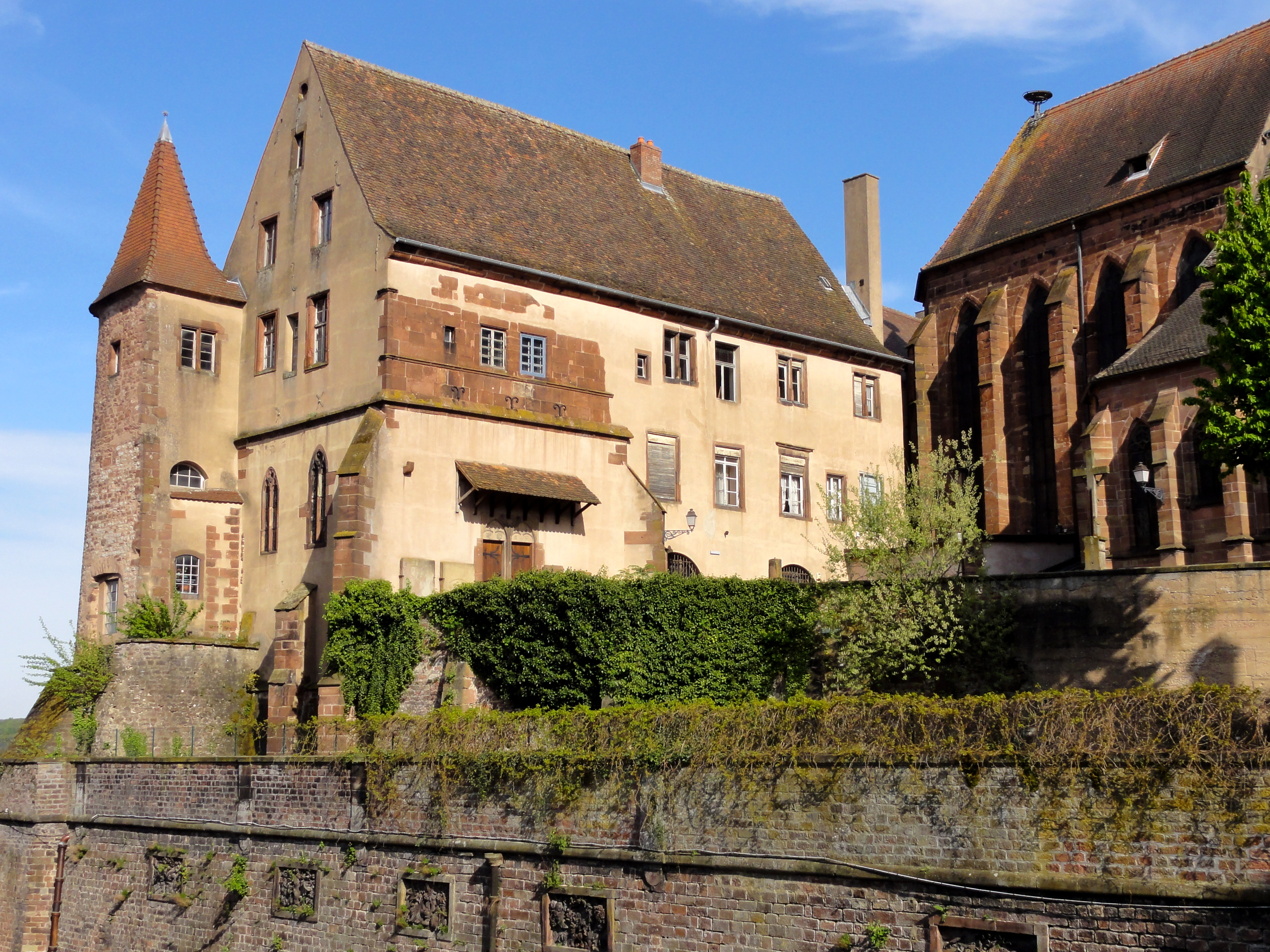
Oberhof, ancienne résidence épiscopale (XVIe – XVIIe siècle).
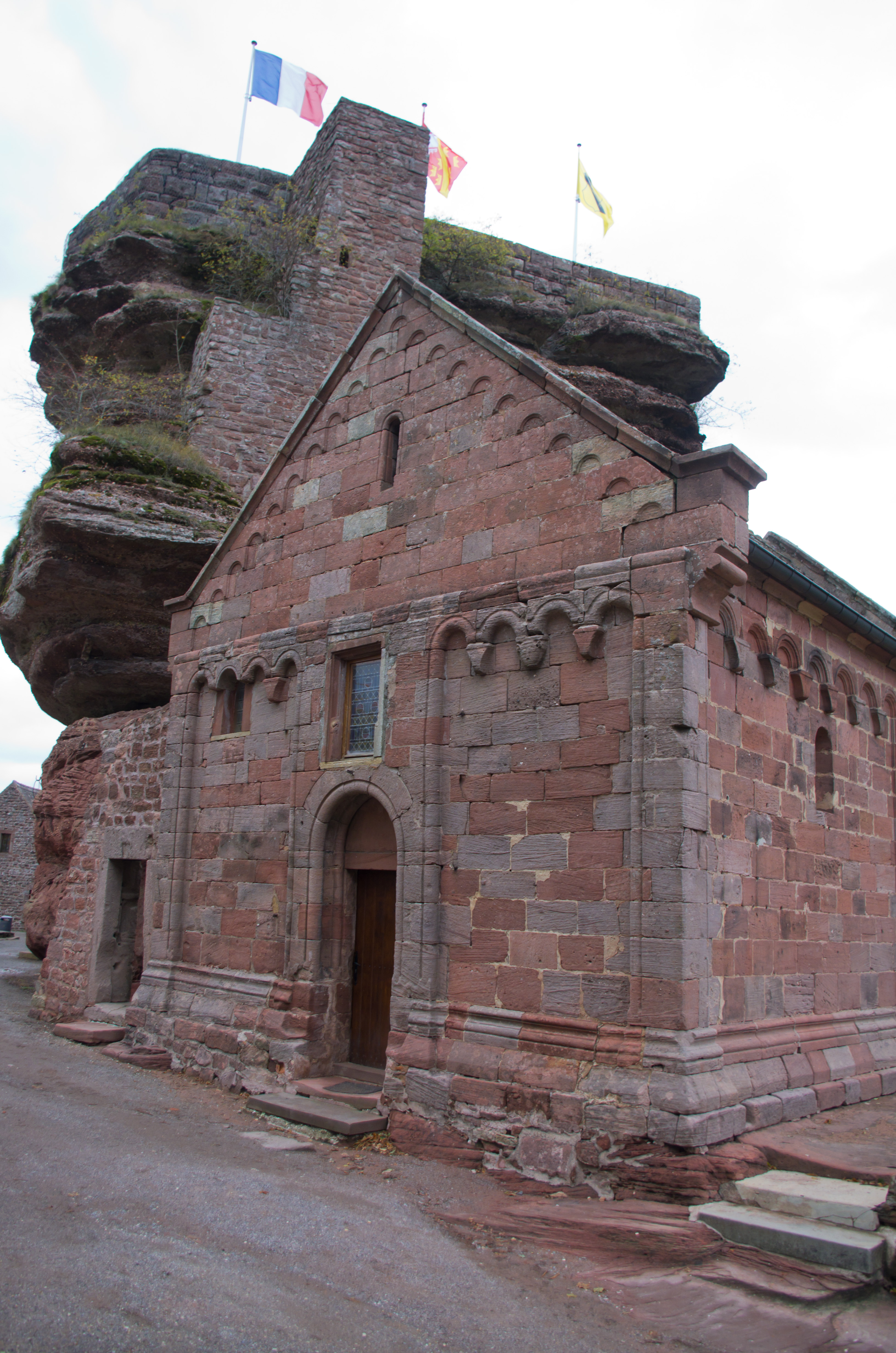
Chapelle et château du Haut-Barr[91].
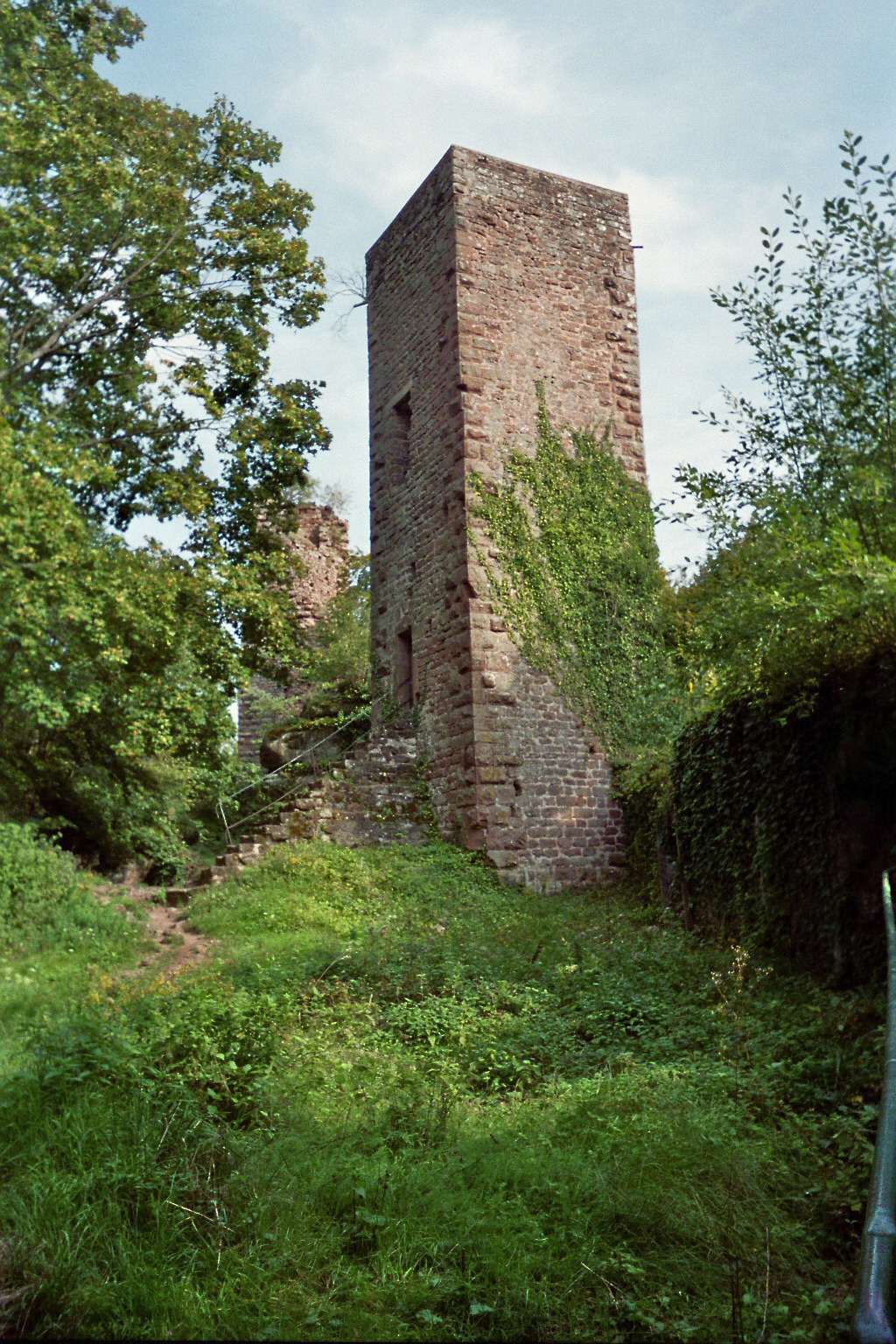
Grand et Petit-Greifenstein.
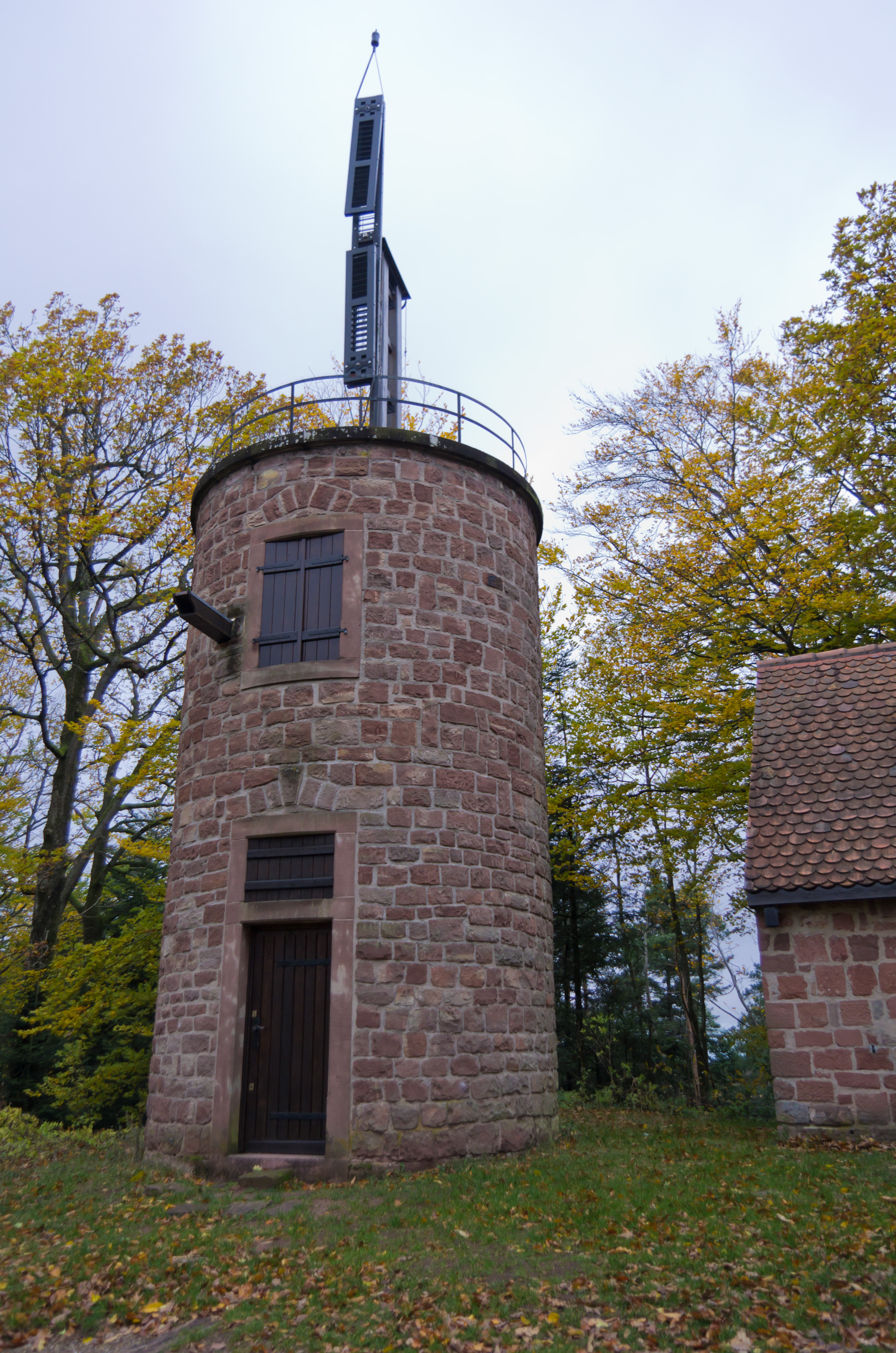
Tour du télégraphe Chappe.

- La place de la Licorne ;
- L'ancien hôtel de Wangen ;
- la maison Katz, du XVIIe siècle ;
- La maison Mitterspach ;
- La maison située au 76, Grand'Rue ;

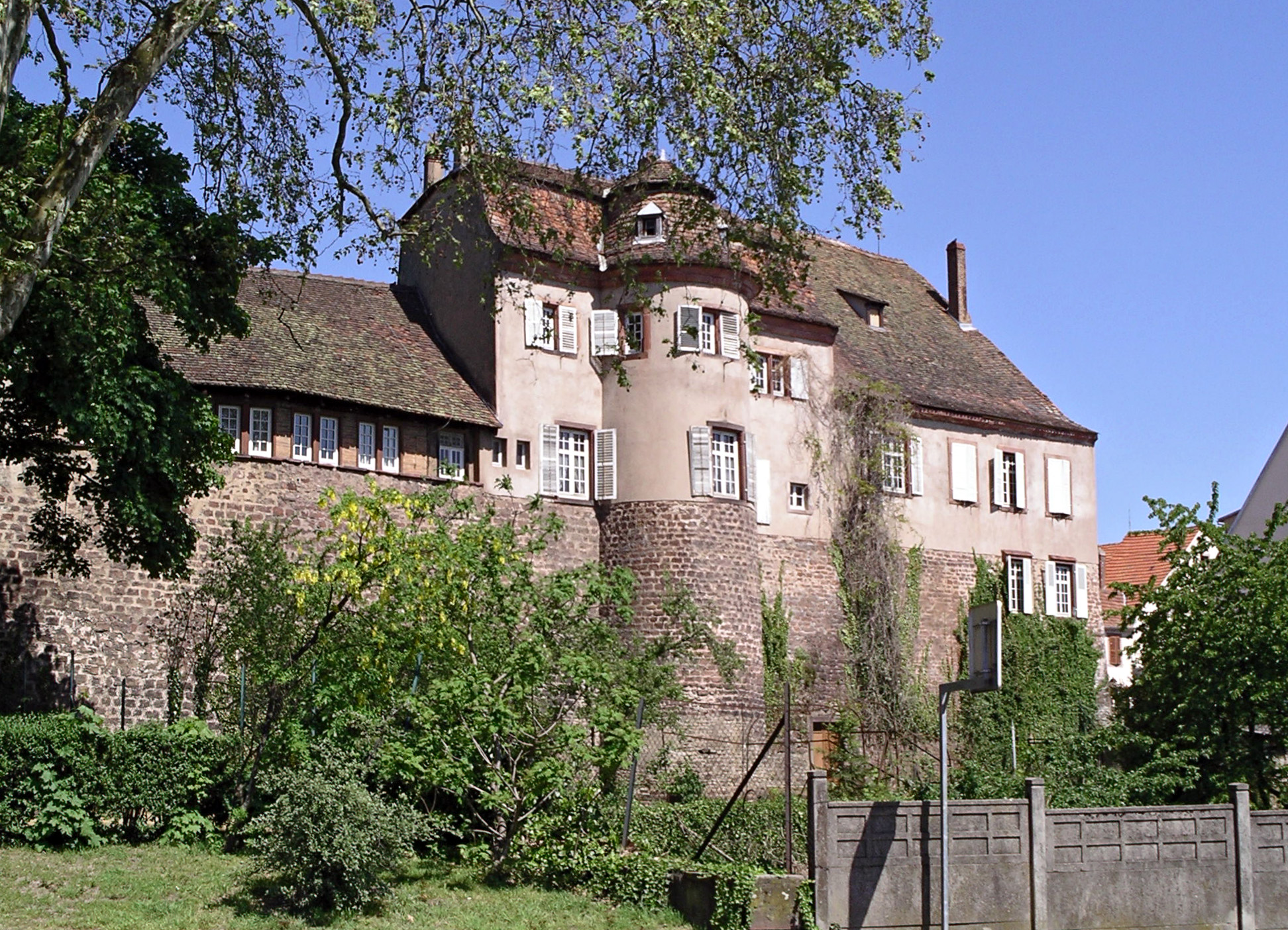
Ancien hôtel de Wangen (1569).
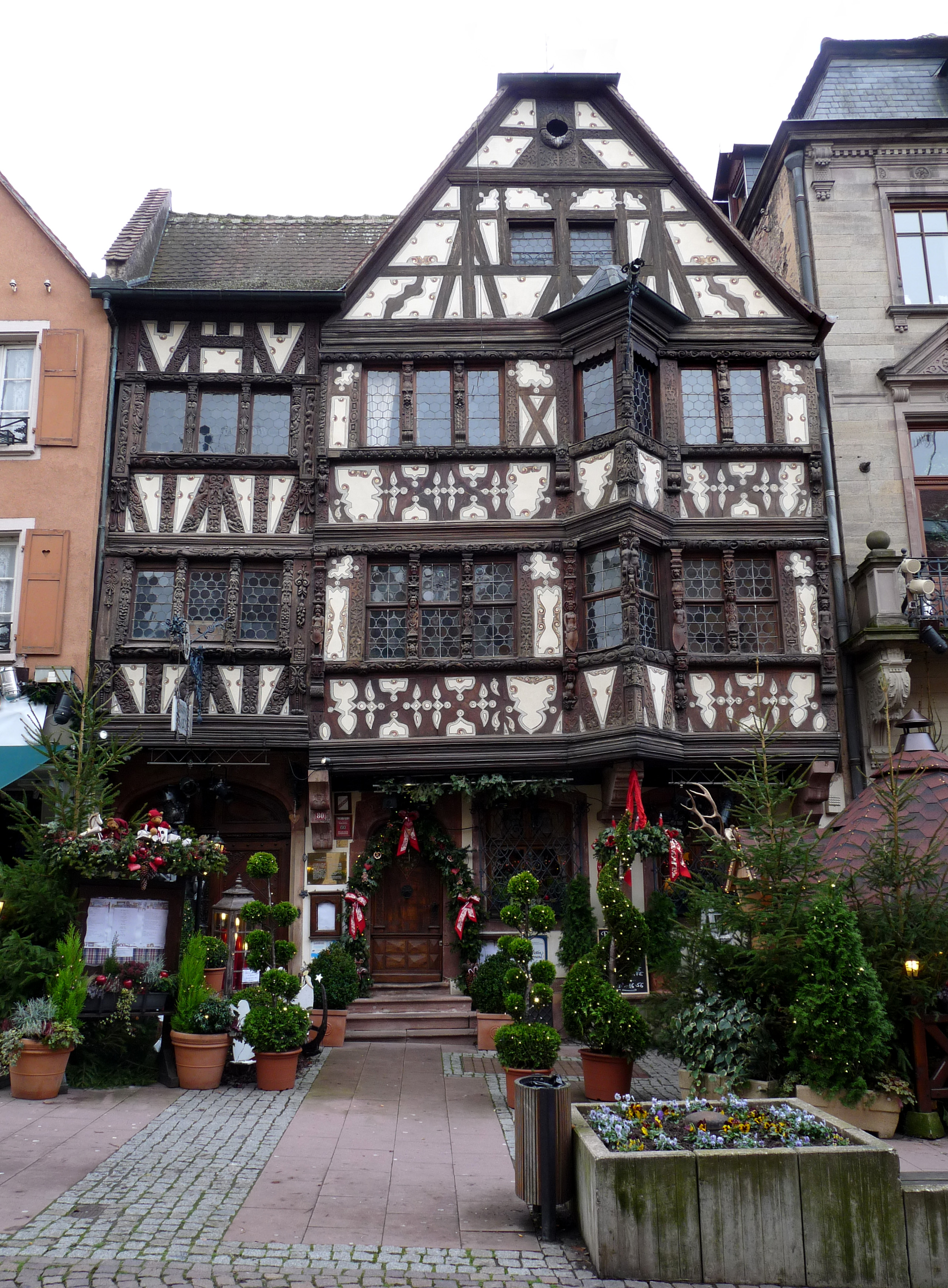
Maison Katz (1605).
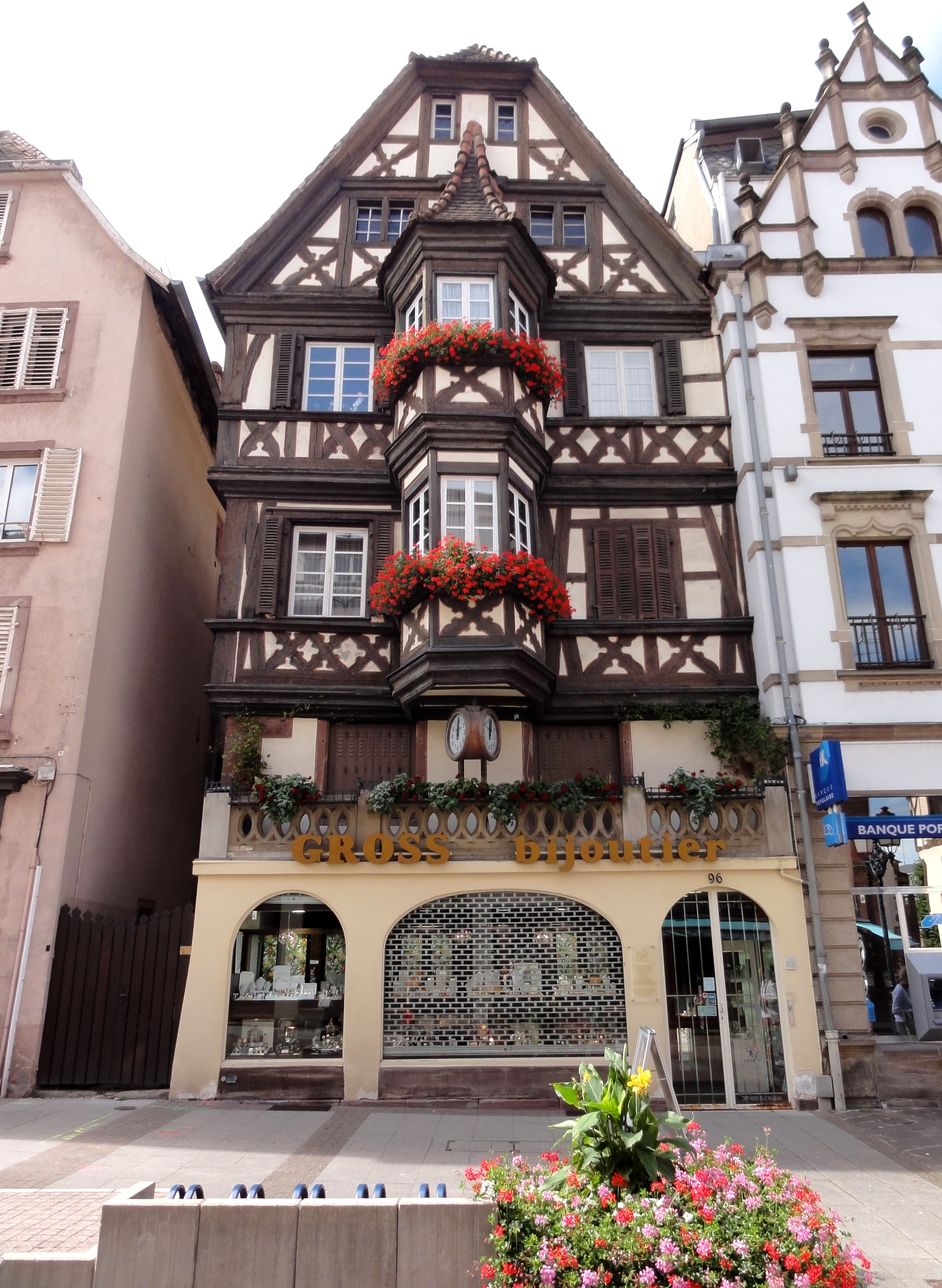
Maison Mitterspach (1569).
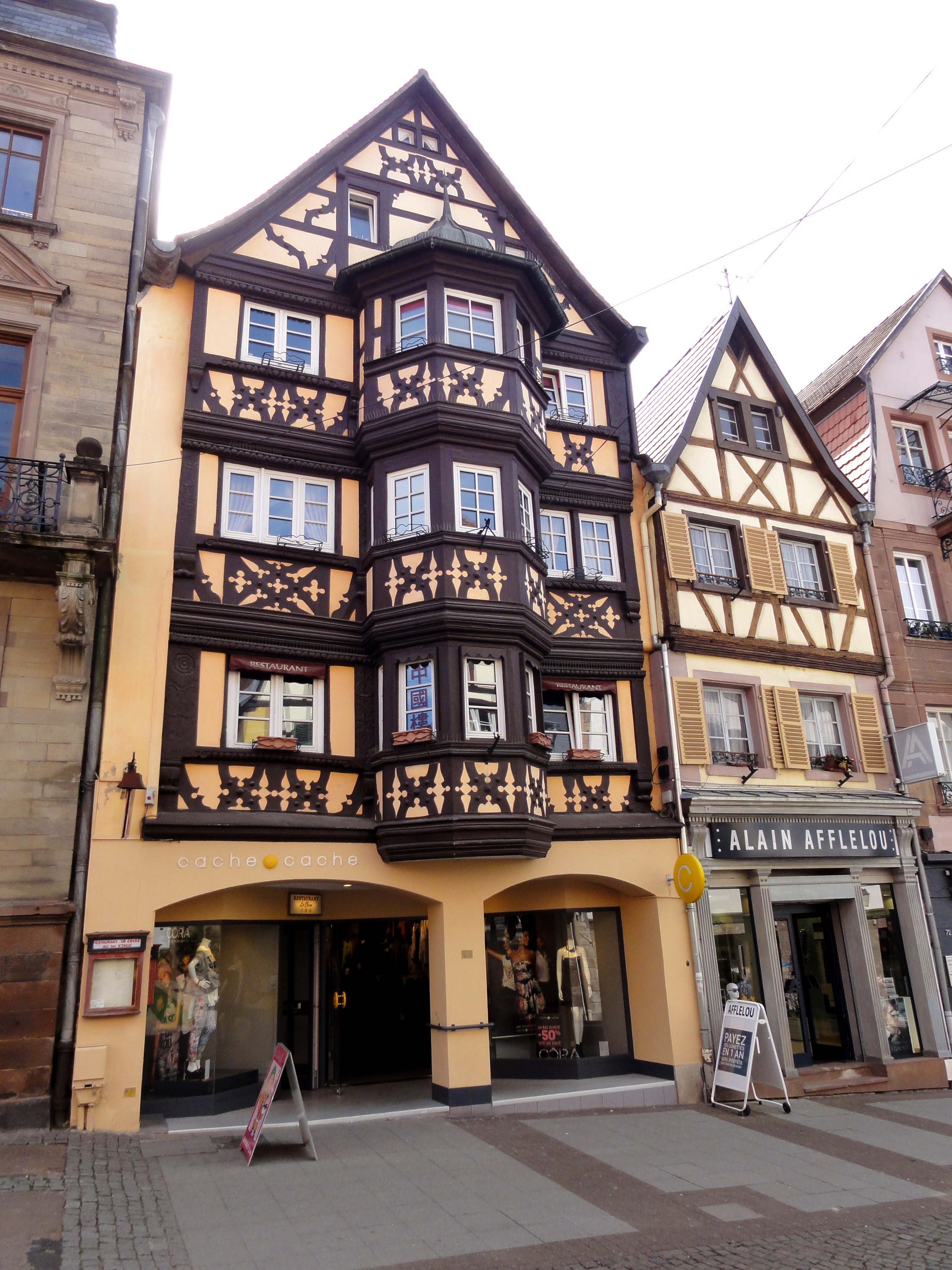
Maison, 76 Grand'Rue (1575).

- La tour Cagliostro[92] où Cagliostro se serait livré à ses obscures expériences plus proches de l'alchimie que de la science. De son autre nom Joseph Balsamo, il fut également impliqué dans la fameuse « affaire du collier de la reine » ;
- Oppidum dit fossé des Pandours de l'époque de la Tène ayant subi des remaniements à différentes époques ; une partie constituée d'un rempart de terre et d'un fossé est nommée dès 1744 « fossé des Pandours » par la tradition populaire car des troupes impériales d'origine hongroise s'y étaient retranchées pendant la guerre de succession d'Autriche ; ce rempart se poursuit entre le Baerenkupfel et le Koepfel au niveau duquel il a été restauré au IXe ou Xe siècle par un mur de pierre sèche avec armature en bois[93] ;
- Fortifications[94]. L'enceinte de la ville haute date de l'époque romaine ; elle fut construite vers 310 en réutilisant les matériaux d'une forteresse du IIe siècle (vers 236) ; restaurée en 357 par Julien (empereur romain) ; subsiste dans la partie inférieure de l'enceinte médiévale qui en a conservé la trace et les nombreuses tours ; selon la tradition au VIIIe siècle elle aurait eu 52 tours ; rasée par l'évêque Wigéric de Metz en 923 et restaurée par Henri Ier de Germanie ; elle est à nouveau restaurée avant 1193 ; l'enceinte de la ville moyenne daté du XIVe siècle ; et fit l'objet de restaurations en 1344 ; l'enceinte de la ville basse serait de 1316 ; à la fin du XVe siècle et au début du XVIe siècle le système défensif est renforcé par des bastions ; en 1592, le front nord-ouest de la ville basse est renforcé par une citadelle et différents ouvrages ; au XVIIe siècle importantes destructions et restaurations : en 1650 les bastions et la citadelle sont démolis en application du traité de Münster de 1648 ; ils sont remis en état par Henri de La Tour d'Auvergne, vicomte de Turenne en 1674 ; en 1677 François Michel Le Tellier de Louvois ordonne la destruction des murs ; en 1683, Louis XIV ordonne la reconstruction qui eut lieu en 1684 ; la citadelle fut restaurée en 1702 et abandonnée en 1733 ;
- Arsenal, construit dans la 2e moitié du XVIe siècle ou au début du XVIIe siècle d'après les éléments d'architecture ; servit d'arsenal à la ville jusqu'en 1631 ; endommagé en 1678 lors de la destruction des fortifications et reconstruit ; distribution intérieure remaniée mais la cave voûtée et l'escalier du XVIIe siècle subsistent ; remplois : portail de la maison 78 Grande Rue, fontaine ;
- Ancien fort Matthias Gallas (détruit). Après avoir pris Saverne en 1635, le comte Matthias Gallas fait construire un fort au-delà du col de Saverne ; pris en 1636 par les troupes de Bernard de Saxe-Weimar ; retranchements remis en état par le maréchal François de Neufville de Villeroy en 1704 ;
- Grange aux dîmes, construite en 1609 par le prieur du chapitre Notre-Dame comme grange dîmière qui servira jusqu'à la Révolution ; agrandissement vers l'arrière en 1720 : le mur pignon postérieur porte l'inscription attestant le droit de surbâtir ; vendue comme bien national en 1791, elle appartient ensuite à des brasseurs qui l'utilisent comme séchoir à malt ;
- Ancien hôtel de ville, un premier hôtel de ville avait été édifié près de l'église ; en 1467 construction d'un nouvel hôtel de ville en style gothique, près de la porte de la ville moyenne ; endommagé en 1636 pendant la guerre de Trente Ans ; en 1755 suppression du 2e étage trop vétuste ; projet de reconstruction en 1772 par Le Roy, en 1773 par Salins de Montfort, dernier projet au XIXe siècle, aucun ne fut réalisé ; destruction en 1803 ;
- Relais de poste, après le raccordement du faubourg à la route du col en 1737, le maître de la poste aux chevaux construisit un relais pouvant abriter une trentaine de chevaux qui périclita après la mise en service du chemin de fer ; vendu aux enchères l'édifice est acheté en 1858 par la ville de Saverne qui l'aménagea en gendarmerie d'après un projet de l'architecte Louis Furst de 1859 ; les bâtiments furent vendus en 1899 à la congrégation des pères du Saint-Esprit qui en firent une école ; de l'ancien relais ne subsiste que le corps de logis ;
- Puits, dont l'origine aurait remonté aux Romains, remis en état par la commune en 1543 dans le style de la Renaissance ; peut être mis en rapport avec celui commandé à Denis Roritzer pour la place devant l'hôtel de ville ;
- Moulin municipal[95], construction d'un nouveau moulin municipal intra muros en prévision d'un siège des Armagnacs ; après avoir détruit l'ancien moulin épiscopal on commença en 1444 la construction qui fut achevée en 1445, date sur une porte ; il fit l'objet d'adjonctions successives au cours des siècles et des vestiges étaient englobés dans des bâtiments modernes ; jusqu'à la Révolution, les boulangers de Saverne avaient l'obligation d'utiliser le moulin municipal ; canal d'alimentation comblé en 1966 ; destruction après inventaire en 1969 ; vestiges conservés au musée de Saverne ; marque de tâcheron, inscription ;
- Moulin à Kreuzfeld, fondé par l'évêque de Strasbourg vers 1700 ; le bâtiment principal date du XVIIIe siècle ; a servi comme restaurant ; le bâtiment d'exploitation est de 1829 ;
- Hospice Sainte-Catherine, hôpital d'hospitaliers, premier hospice construit extra muros dans la ville basse, XIIe ou XIIIe siècle par les frères hospitaliers ; 1511 : construction nouvelle hospice pour miséreux ; 1573 : importants remaniements à la chapelle ; début XVIIe siècle l'hospice à trois corps de bâtiments ; 1636 : destruction lors de l'incendie de la ville basse ; 1653 : reconstruction bâtiment supérieur, 1659 : bâtiment inférieur, 1662 : chapelle Sainte-Catherine ; 1747 : destruction et reconstruction immédiate sur plans de Joseph Massol avec remplois provenant de la Bergkirche et des bastions ; pendant la Révolution la chapelle désaffectée sert de magasin puis de logement jusqu'en 1835 ; en 1885 et 1886 construction nouvelle aile et installation nouvelle chapelle dans bâtiment préexistant actuellement à l'abandon ; ancienne chapelle détruite vers 1968, destruction de l'hôpital en 1968 après inventaire ; parties déplacées au musée de Saverne escalier et quatre statues de l'ancienne chapelle.

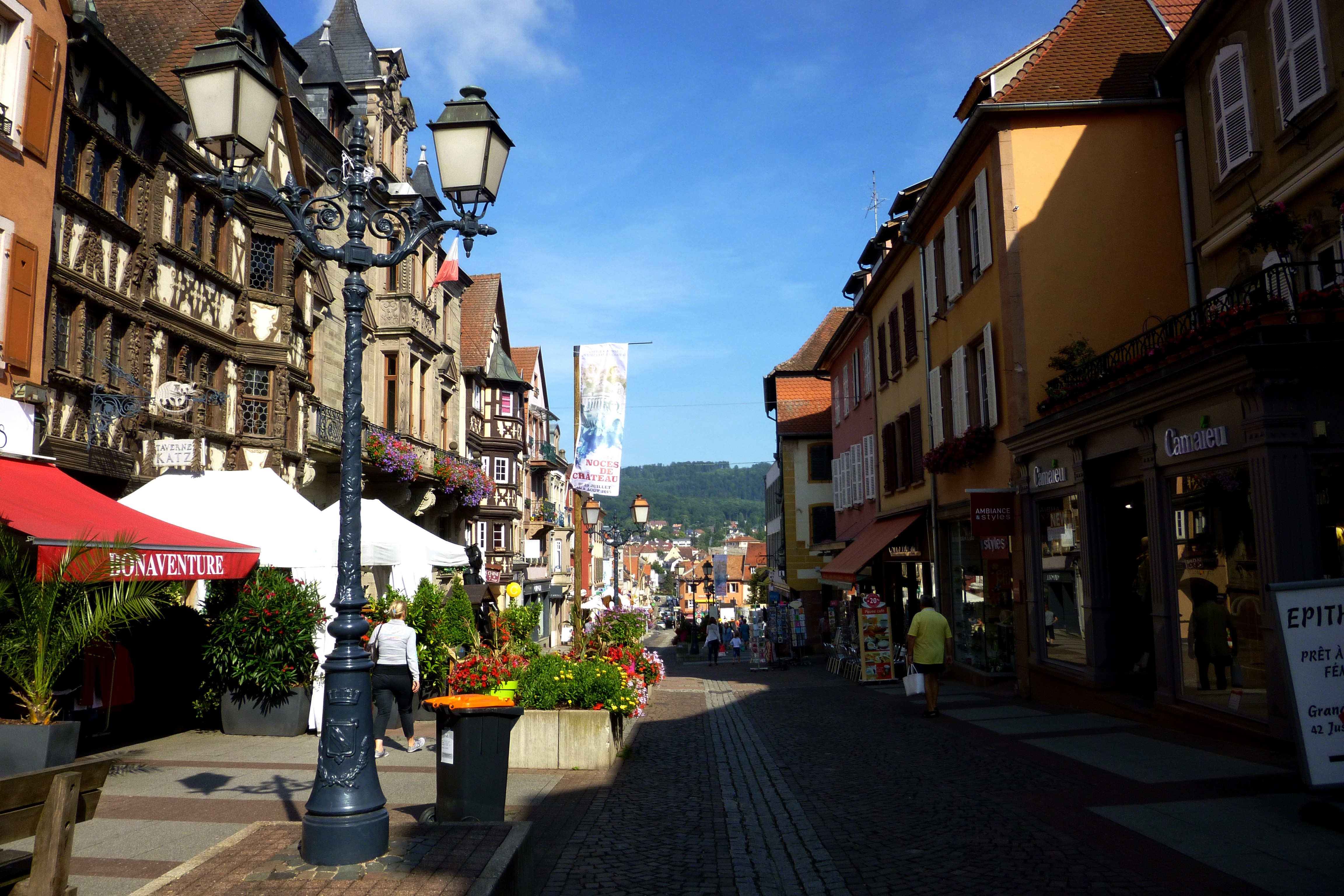
La Grand'rue avec à gauche l'hôtel de ville.
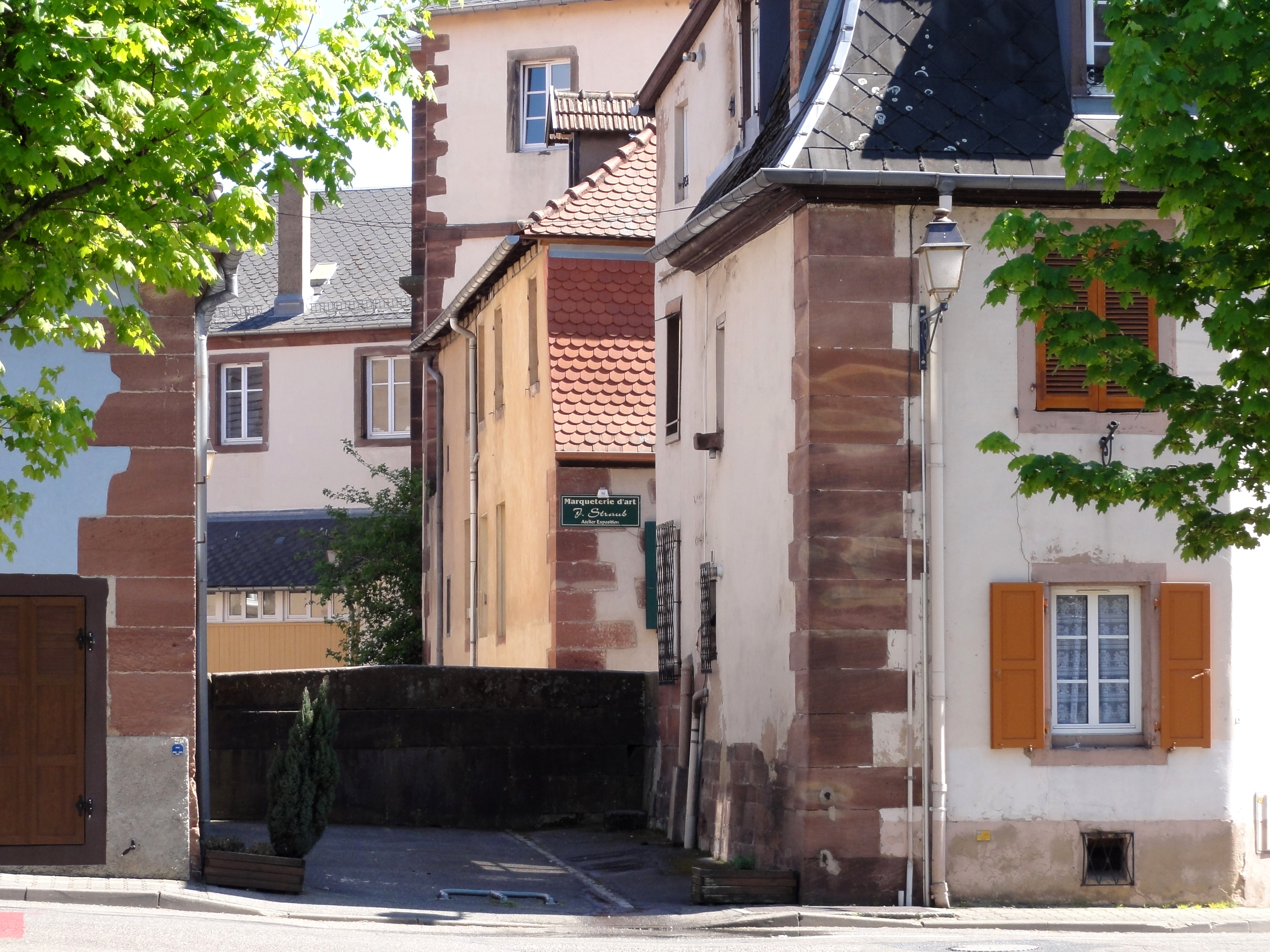
Ancien moulin municipal.
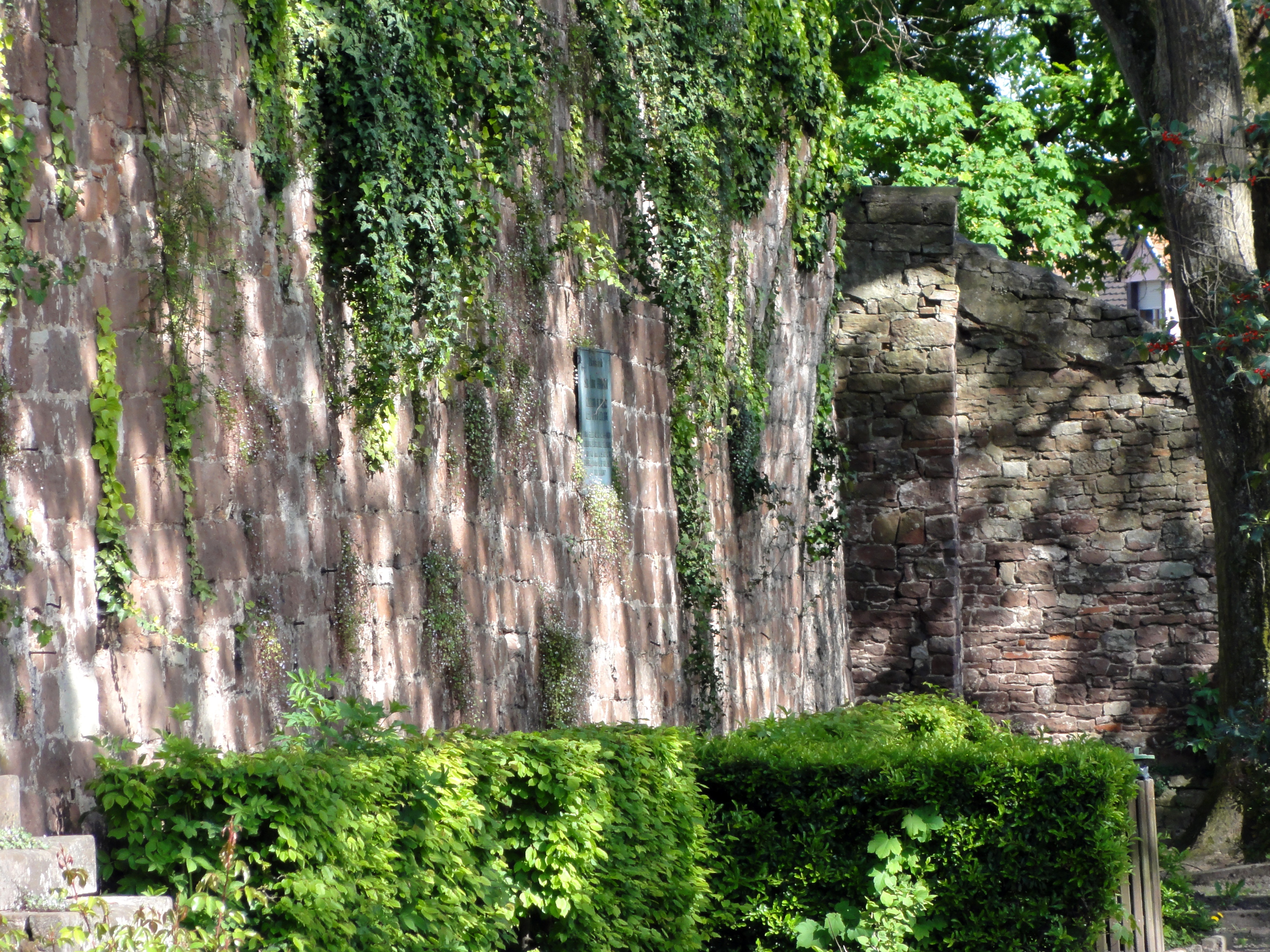
Vestiges des fortifications.
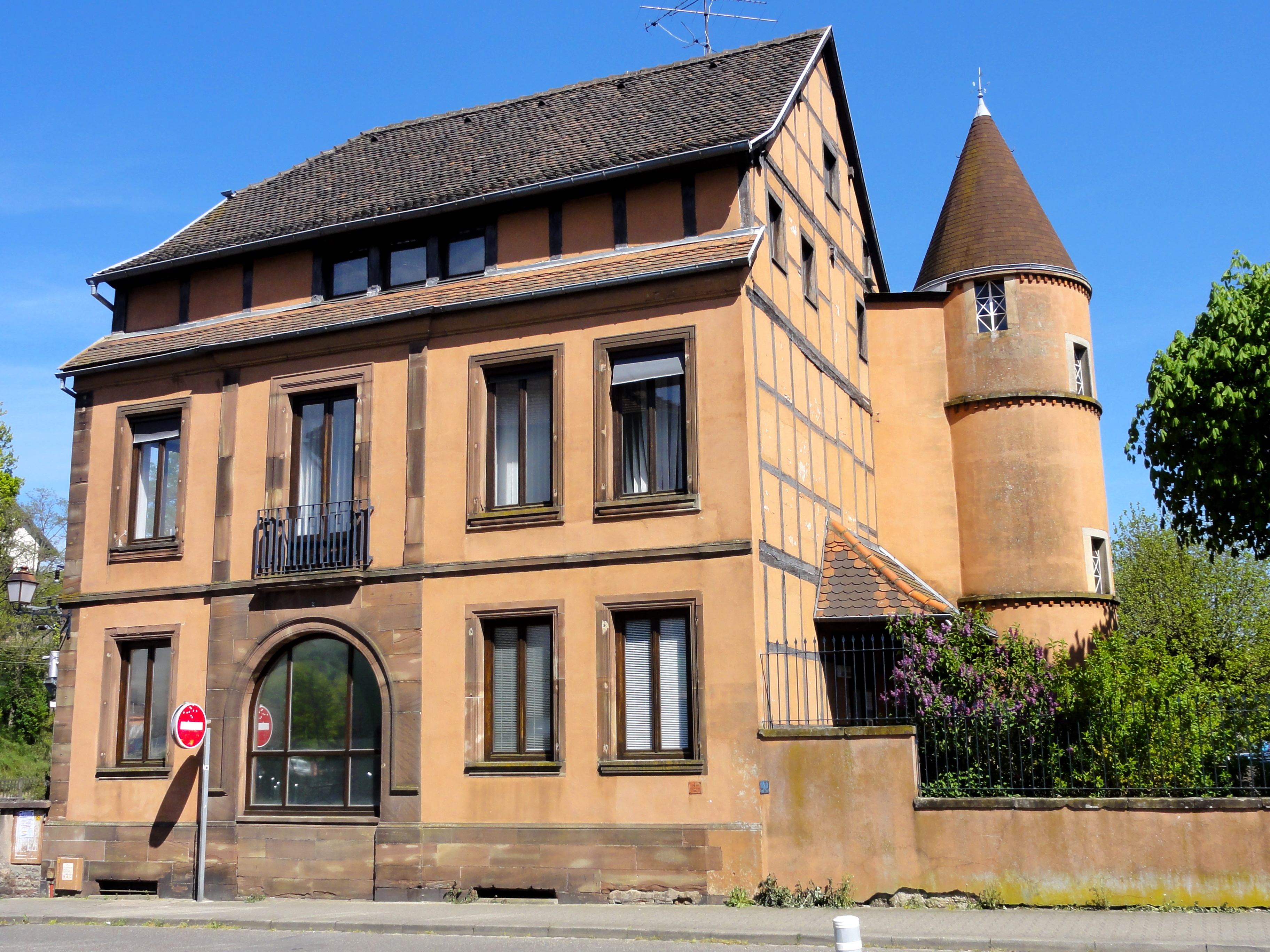
Ancien hospice Sainte-Catherine.

### Édifices religieux
- L'église et cloître des Récollets, rue Poincaré[96],[97],[98], XIVe siècle, un orgue Dubois y a été édifié en 1763[99]. Les trois cloches sont de 1812-1844[100].

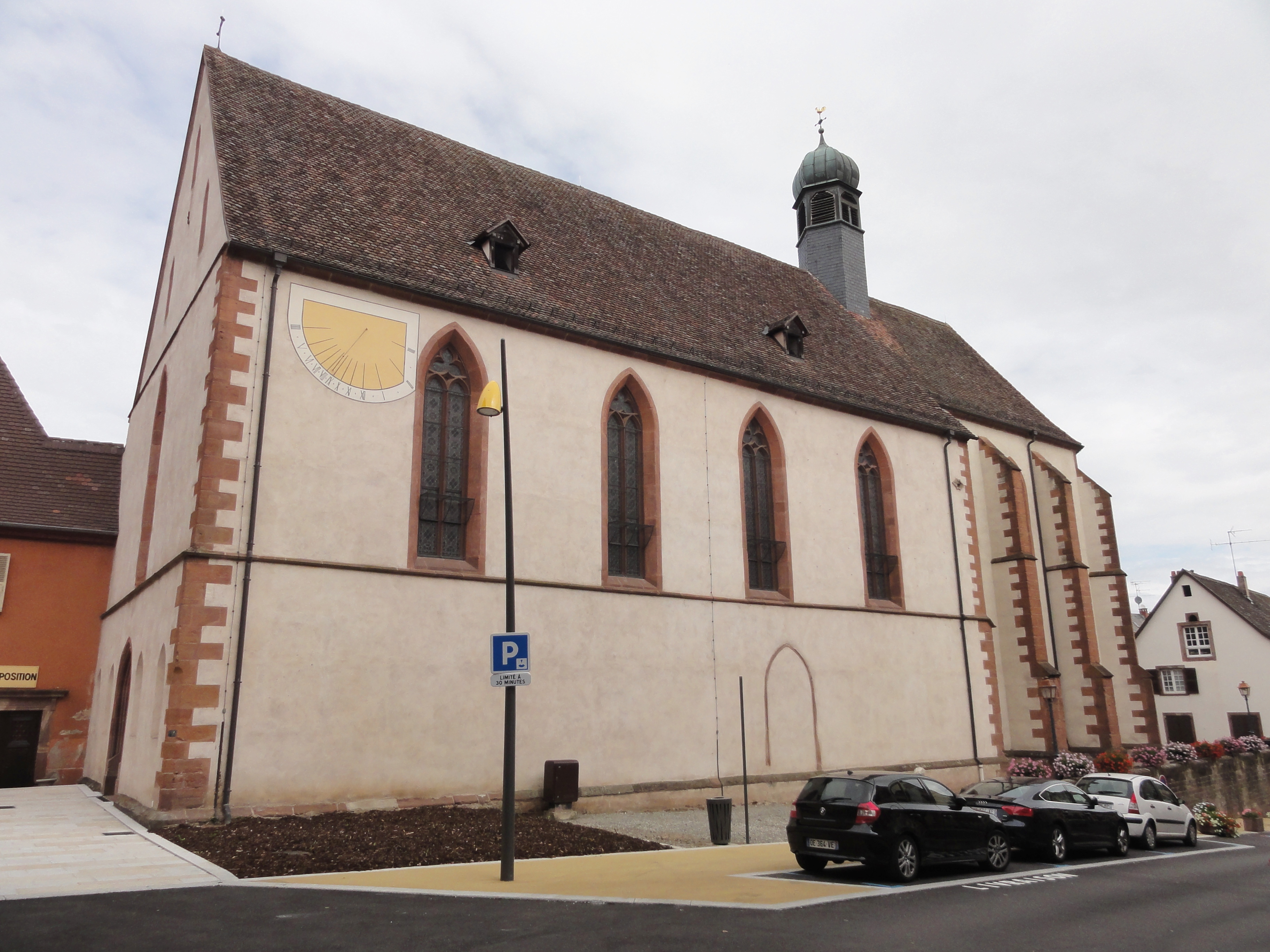
Église Saint-Antoine-de-Padoue.
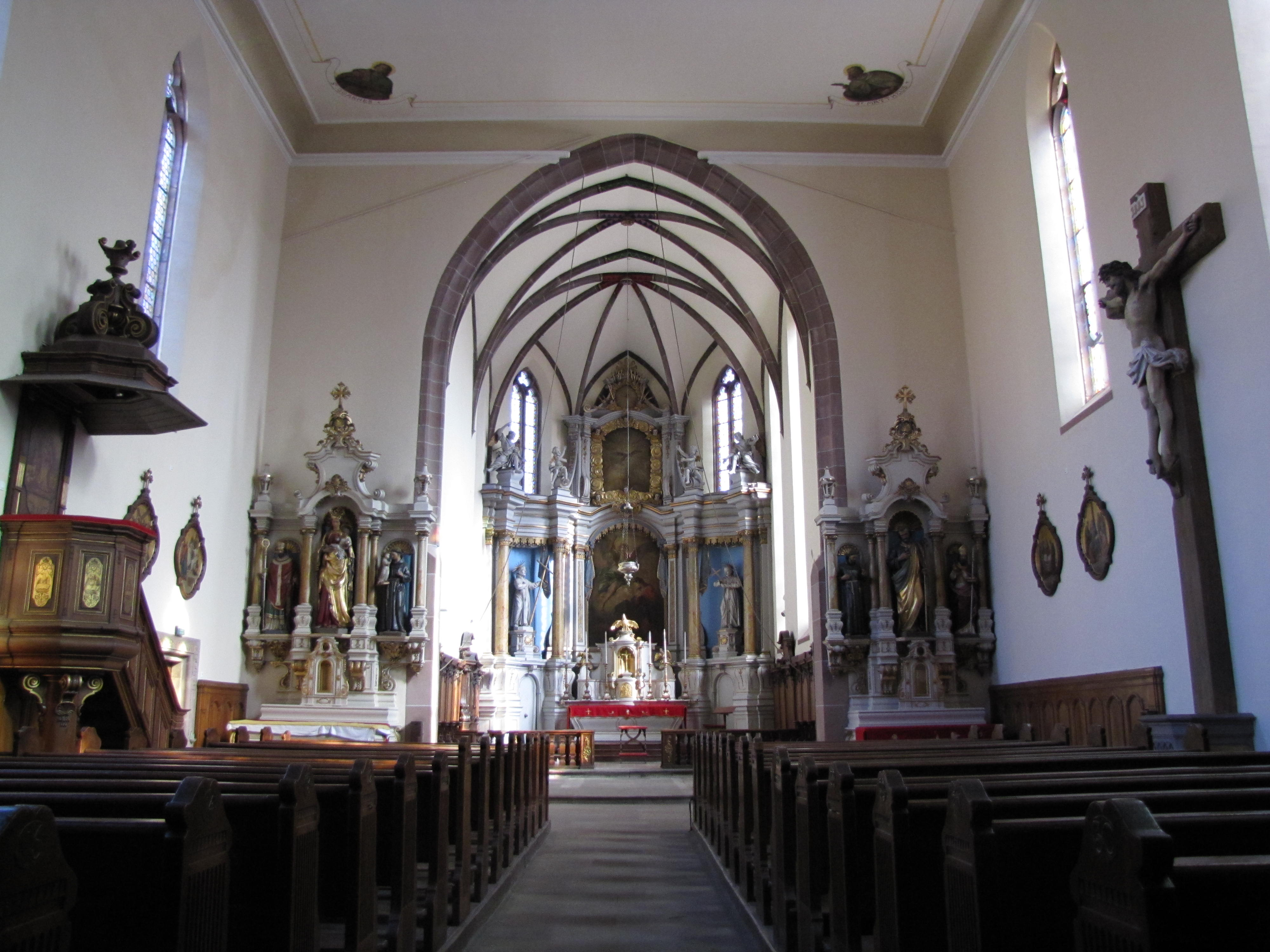
Intérieur de l'église Saint-Antoine-de-Padoue.
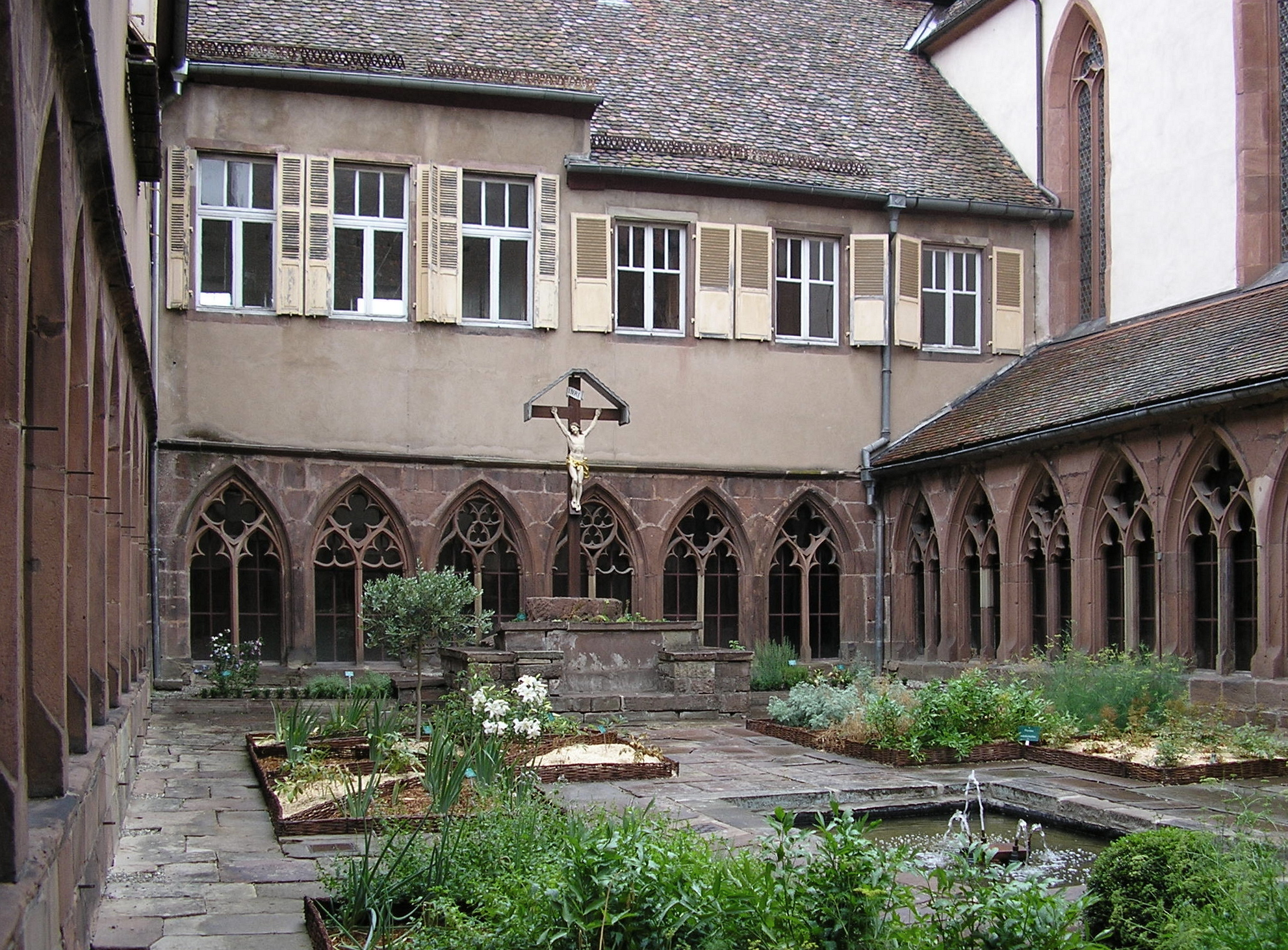
Cloître des Récollets[101].
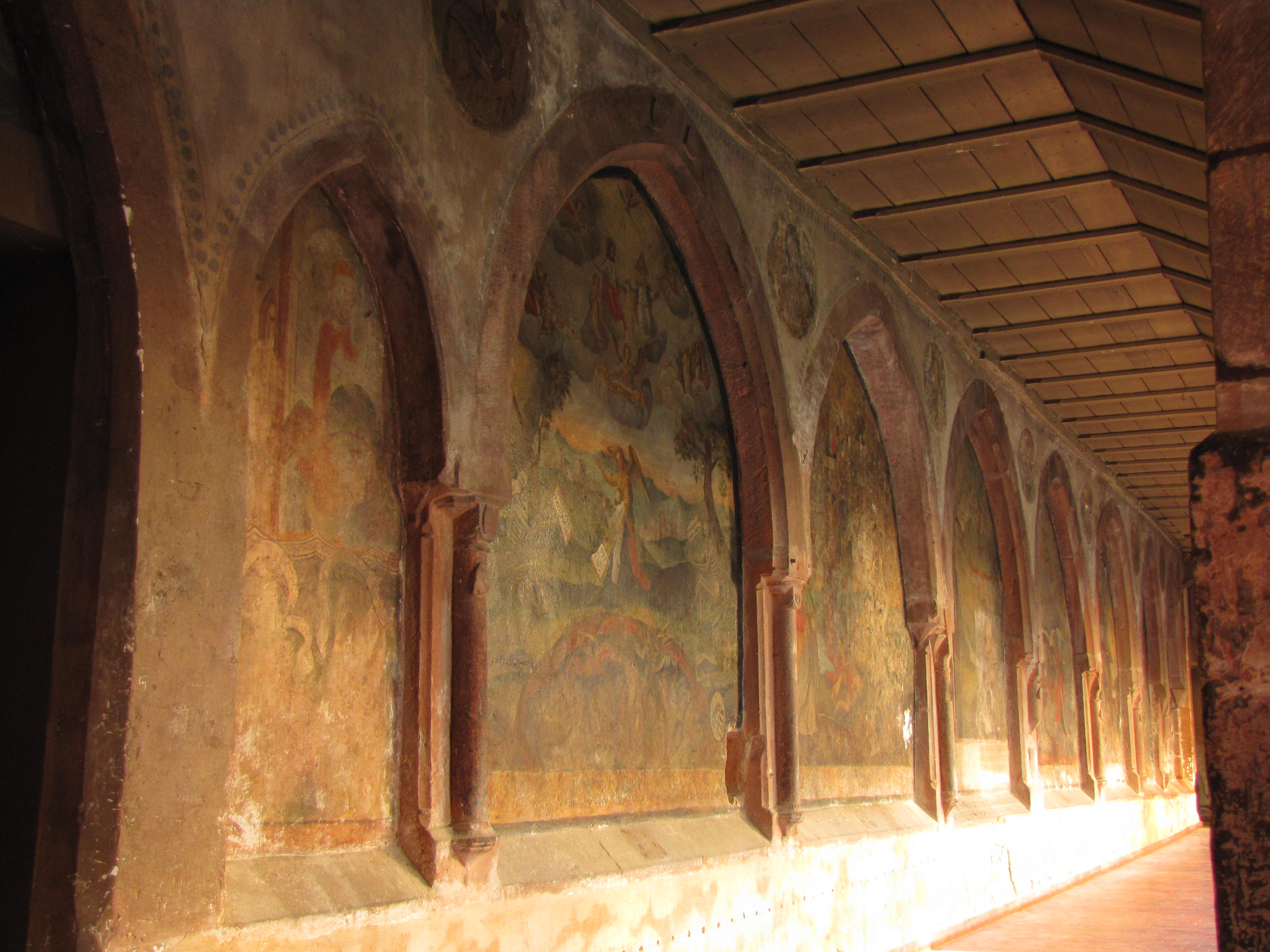
Fresques du cloître des Récollets (1618).

- L'église Notre-Dame-de-la-Nativité de Saverne, place de l'Église, ou église paroissiale de chanoines de Saint-Augustin dite Notre-Dame-de-la-Nativité, puis Saint-Barthélémy[102],[103]. Le clocher-porche et les murs latéraux du vaisseau central remontent au milieu du XIIe siècle; dans la 2e moitié du XIVe siècle surhaussement de la tour et transformation de la nef : reconstruction de l'extrémité orientale de la nef lors du remplacement vers 1380 du chœur roman ; chœur, voûte en 1420 et 1440 ; église paroissiale sous le vocable de saint Barthélémy attesté depuis 1285 ; devient en 1485 église collégiale des chanoines séculiers du couvent des augustins, d'où l'érection d'un jubé ; en 1493 construction d'une chapelle consacrée en 1496 à la Vierge et destinée à la sépulture de l'évêque Albert de Bavière, principal commanditaire des grands travaux d'agrandissement de l'église ; en 1494 construction ou remaniement du collatéral ; entre 1493 et 1501 nouvelle transformation de la nef : toit surhaussé et construction d'une voûte ; en 1503 nouvelle consécration à la naissance de la Vierge ; construction de la sacristie à la fin du XVe siècle ; en 1619 construction par Conrad Dancker et Wolf Kohler d'une salle capitulaire dite Ritterstube ; détruite en 1875 ; en 1691 et 1694 restauration de la tour et de la voûte du collatéral ; en 1717 déplacement du jubé contre le revers de la façade, sa balustrade sera déposée en 1826 et partiellement rétablie entre 1874 et 1876 ; en 1760 la flèche gothique de la tour est remplacée par un toit en pavillon par François Pinot ; suppression du campanile du chœur en 1842 ; mise au jour en 1983 de peintures murales dans le chœur, portant la date 1494, et dans la nef, portant la date 1596. Les trois cloches de l'église des Récollets ont été récupérées en 1919 après l'armistice de 1918[104],[105] ,[106].

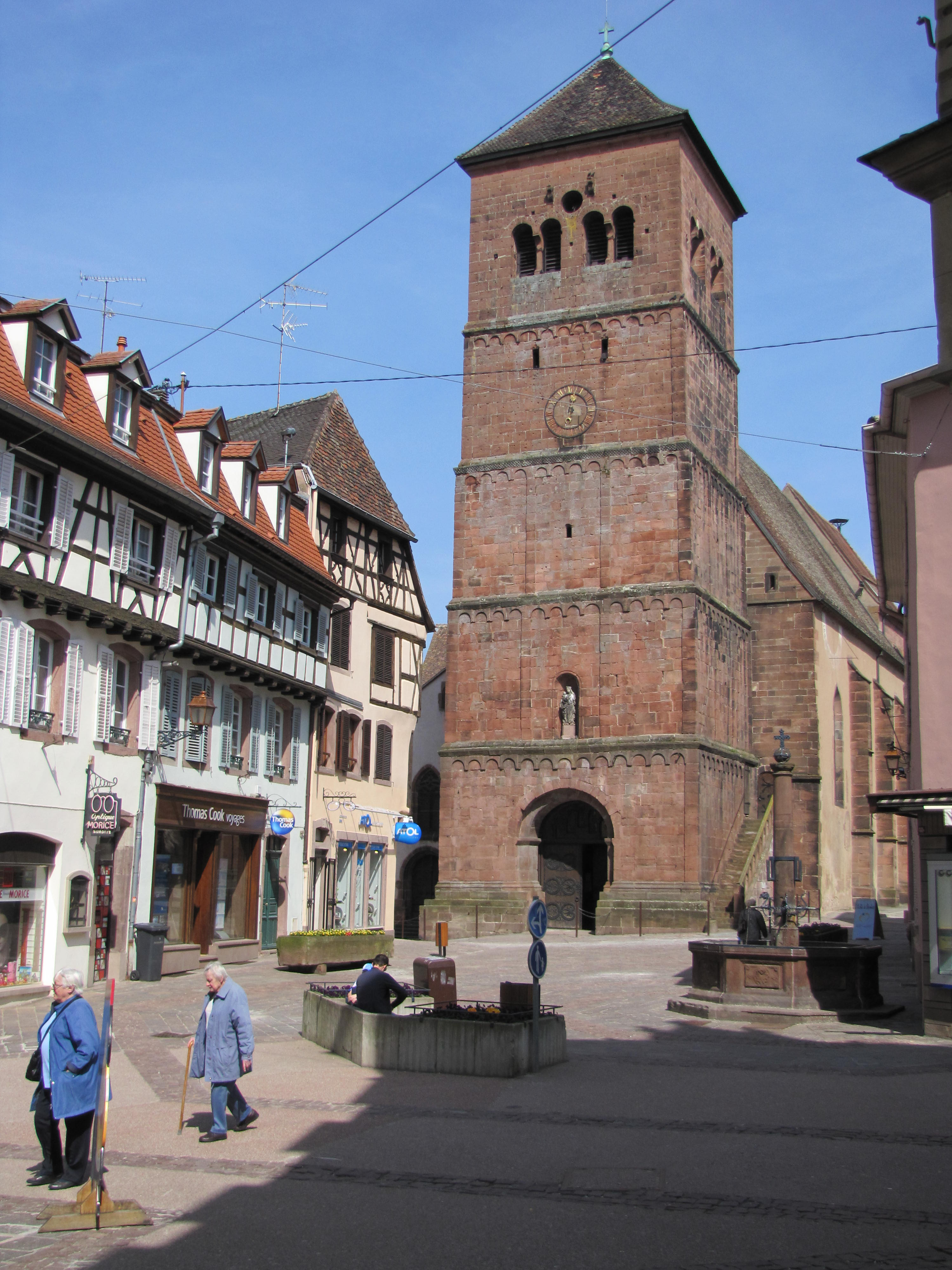
Église Notre-Dame-de-la-Nativité.
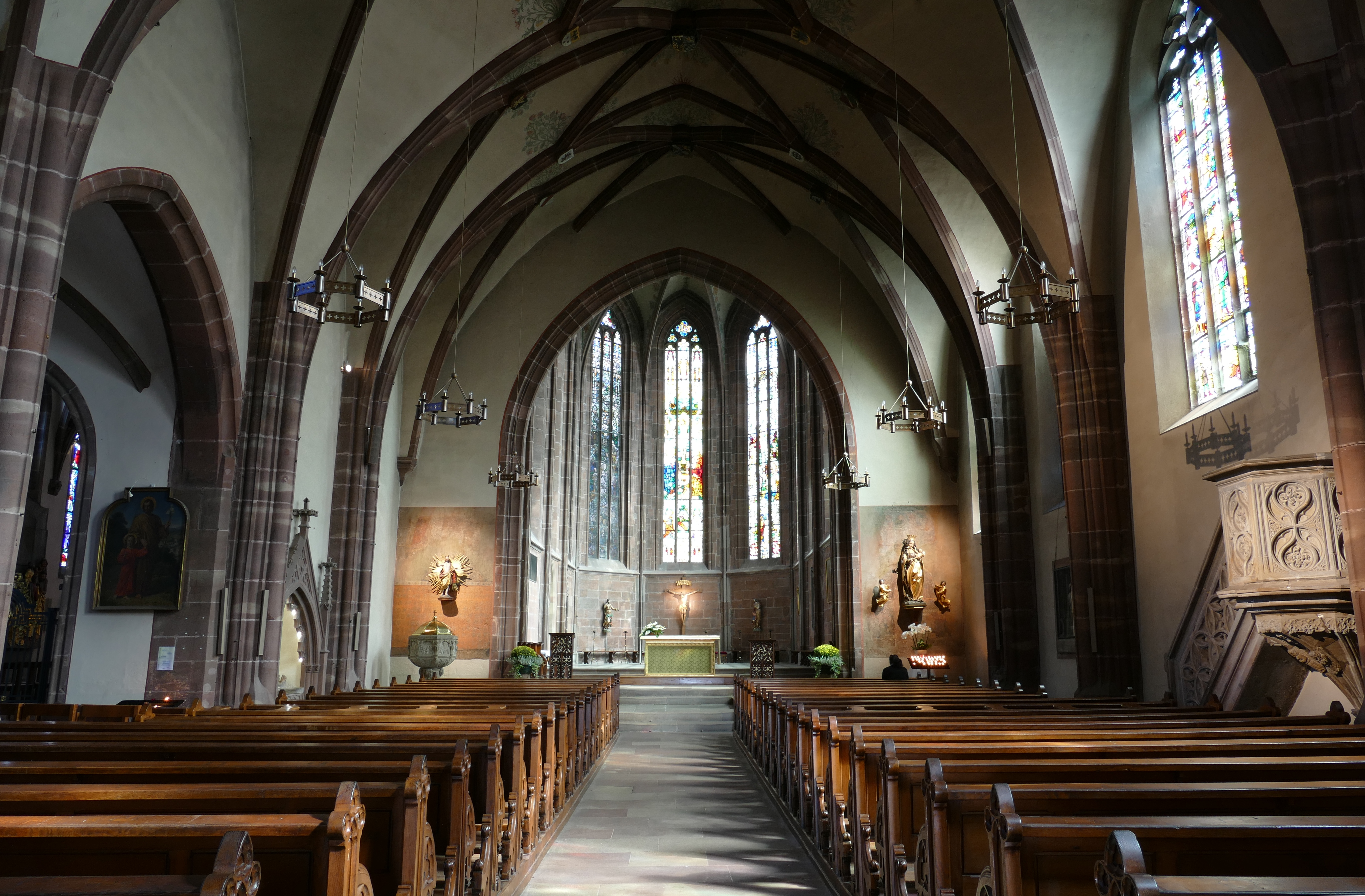
Intérieur de l'église Notre-Dame-de-la-Nativité.
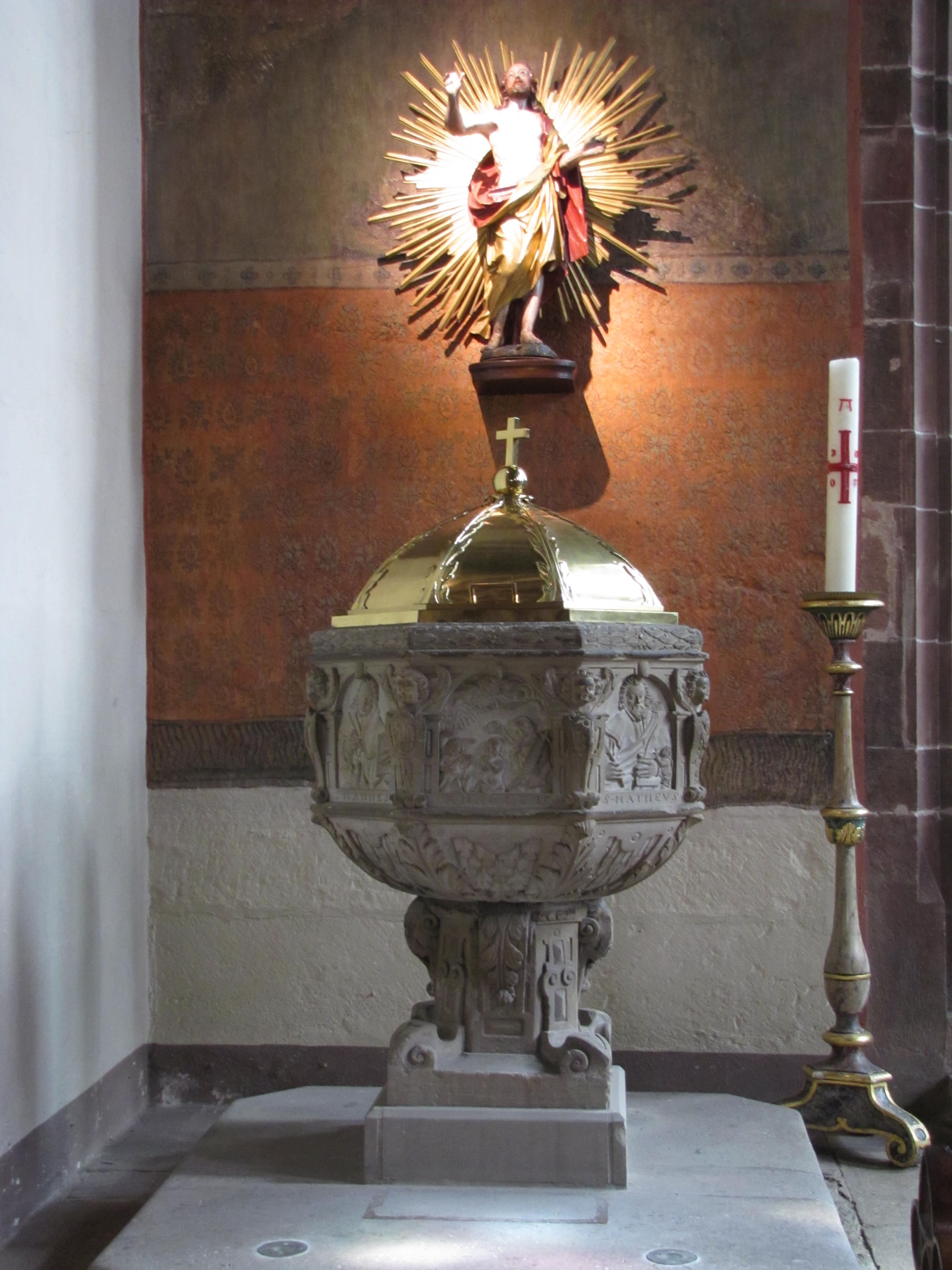
Christ aux stigmates (XVIIIe siècle) et fonts baptismaux (XVIIe siècle).
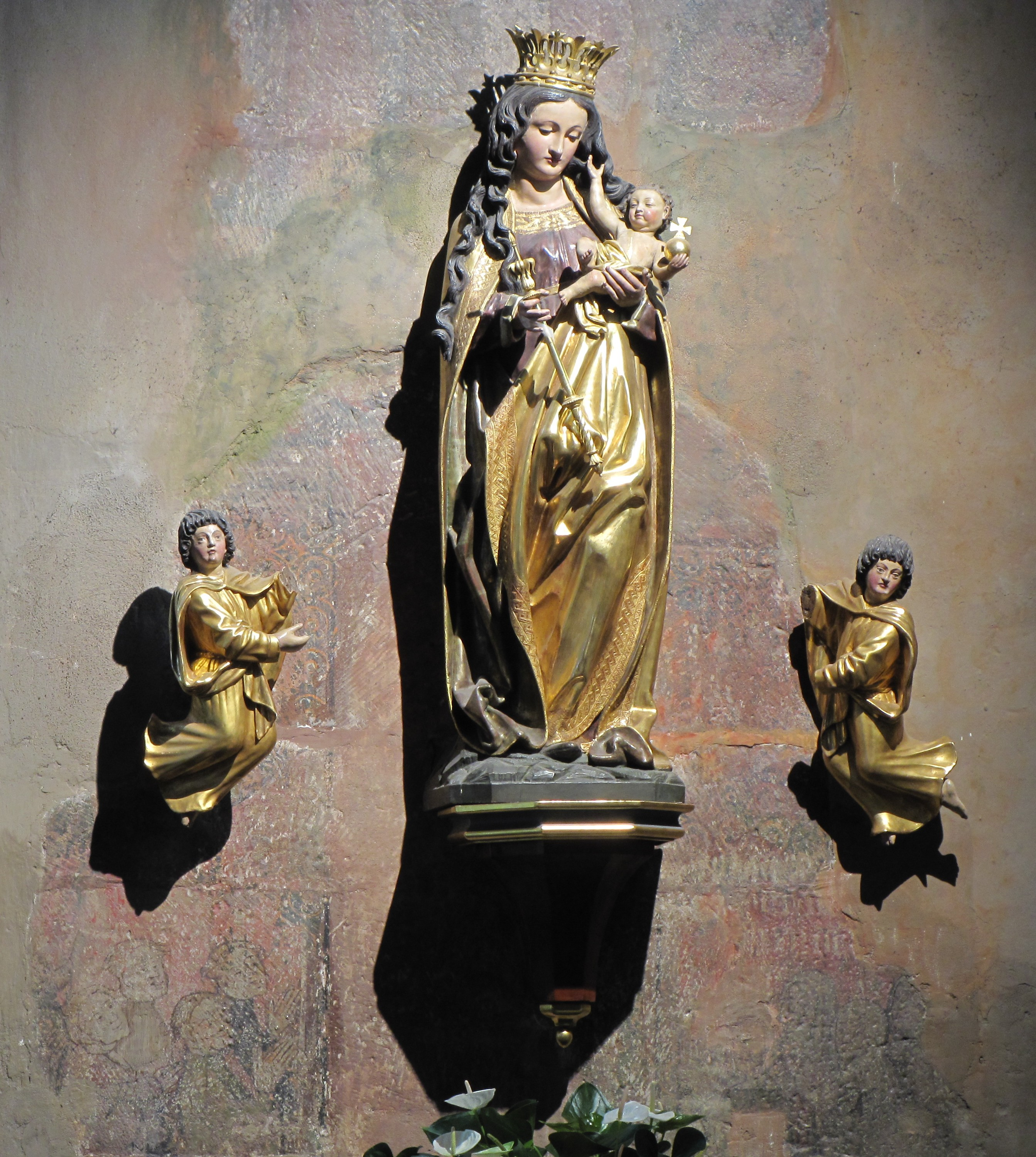
Vierge à l'enfant de Nicolas de Haguenau (XVe siècle) et deux anges (XVIe siècle).

- Couvent de sœurs de la congrégation de Notre-Dame Saint-Jean-Baptiste. En 1658 les sœurs de la congrégation Notre-Dame de Dieuze installent leur couvent et une école dans un bâtiment racheté au seigneur de Birkenwald ; agrandissement par la construction de nouveaux bâtiments grâce à une donation de l'évêque en 1663, le couvent comporte alors trois corps de bâtiments avec sur la porte d'entrée un relief représentant les armes de l'évêque François Egon de Furstenberg, actuellement déposé au musée ; en 1716 le couvent acquiert l'auberge de la Couronne qui est attenante et en 1736 un terrain de l'autre côté de la rivière afin d'y implanter un jardin relié par un pont ; en 1752 remplacement de la chapelle trop petite par une église sous le vocable de Saint-Jean-Baptiste, entourée d'un cimetière pour les religieuses ; en 1778 construction d'un bâtiment pour le logement des pensionnaires ; couvent supprimé en 1792 ; bâtiments partagés entre différents acquéreurs ; vestiges dans des façades de la grand rue et à l'angle de la rue de la Gare ; église démolie.
- Église paroissiale Saint-Germain[107], puis église de la Nativité-de-la-Vierge dite Bergkirche ou Dietkirche. Ancienne église paroissiale Saint-Germain située extra muros sur la hauteur de la Bergschanz ; date de construction inconnue pouvant remonter au Xe ou au XIe siècle; en 1484 elle est rattachée à l'église Saint-Barthélémy transformée en église collégiale et dédiée à la Nativité de la Vierge, mais elle continue à être régulièrement desservie ; lors de la construction de la citadelle en 1581, elle sert de corps de garde et de caserne puis est réconciliée ; abandonnée en 1714 et détruite en 1747 ; les matériaux sont réemployés dans la construction de l'hôpital.
- Église paroissiale Sainte-Croix[108]. Église du village disparue de Kreuzfeld, fondée au XIIe siècle; restaurée ou reconstruite en 1626 ; fermée car délabrée après 1758 ; le cimetière qui l'entourait apparaît encore sur le cadastre de 1825 où le bâtiment est mentionné comme bergerie, le plan de l'église est conservé dans le logis actuel ; vestiges au musée de Saverne ; marque de tâcheron.
- Chapelle Saint-Nicolas. Élevée en 1456 à l'emplacement du couvent des béguines et de la chapelle Sainte-Marie-Madeleine ; détruite par la foudre en 1515, elle est reconstruite en 1529 par l'évêque Guillaume III von Hohnstein (1506 - June 29, 1541) ; en 1596, le terrain environnant est transformé en cimetière ; détruite en 1622 dans l'incendie du faubourg ; ses matériaux servent à la construction de la chapelle Sainte-Catherine de l'hôpital ; reconstruite en 1673 par Jean Georges Wurmel, elle abrite dès lors les sépultures de cette famille jusqu'en 1755 ; en 1839 le cimetière est transformé en place ; la chapelle est détruite en 1849 après la construction de la nouvelle chapelle du cimetière.
- Chapelle Saint-Vit (chapelle de pèlerinage)[109]. Construction fin XVe siècle ou début XVIe siècle ; restaurations fin XVIe siècle et début XVIIe siècle ; transformée en exploitation agricole en 1793 et construction d'une grange avec cave voûtée en berceau qui subsiste ; le tout brûla en 1865 ; grotte mentionnée en 1338, abritant une petite chapelle dénommée chapelle inférieure en 1542 ; la grotte de Saint-Vit, ou Vitsgrotte, était dédiée à sainte Aurélie aux XVIIe et XVIIIe siècles ; en 1818, le culte de saint Vit y fut transféré avec l'ancien autel de la chapelle supérieure ; l'aménagement actuel date de 1947 ; les statues sont conservées au musée et à l'église paroissiale ; maison de l'ermite mentionnée des 1520 ; reconstruite en 1590 ; agrandie en 1781 ; détruite dans l'incendie de 1865.
- Chapelle Saint-Nicolas, rue de l'Ermitage, nouvelle chapelle du cimetière.
- Chapelle du château du Haut-Barr.
- Chapelle Sainte-Catherine de l'hôpital, rue Edmond About (moderne)
- Chapelle Saint-Florent, Congrégation du Saint-Esprit, rue de Paris
- Chapelle Saint-Michel
- Église protestante, place des Dragons. La première église fut édifiée rue du Zornhof entre 1845 et 1847 et démolie en 1898 ; elle fut remplacée par l'édifice actuel construit en 1896. L'orgue[110],[111]
- Chapelle de protestants Notre-Dame-des-Sept-Douleurs[112]. Construction en 1843, consécration en 1849 ; en 1957 le collatéral gauche est transformé en chapelle réservée aux protestants ; construction du clocheton en 1958. La cloche date de 1652[113].
- Église néo-apostolique, rue de l'Ermitage.
- Salle des témoins de jehovah, rue de Monswiller
- Église évangélique, rue de Monswiller
- Synagogue, rue du 19-Novembre. La première synagogue de Saverne se réduisait à une salle dans une maison du quartier juif ; construction d'une première vraie synagogue en 1779 grâce à des dons ; en 1835 construction d'une nouvelle synagogue plus spacieuse dans la rue de l'ancienne synagogue ; détruite par un incendie en 1850[114],[115].
- Cimetière de juifs[116],[117],[118].
- Ancien cimetière israëlite[119],[120]
- Monuments commémoratifs[121],[122],[123],[124],[125],[126].
- Ancienne chancellerie épiscopale bâtie en 1738 sur l'enceinte ; transformation de l'avant-corps central et rénovation de l'escalier entre 1888 et 1900.

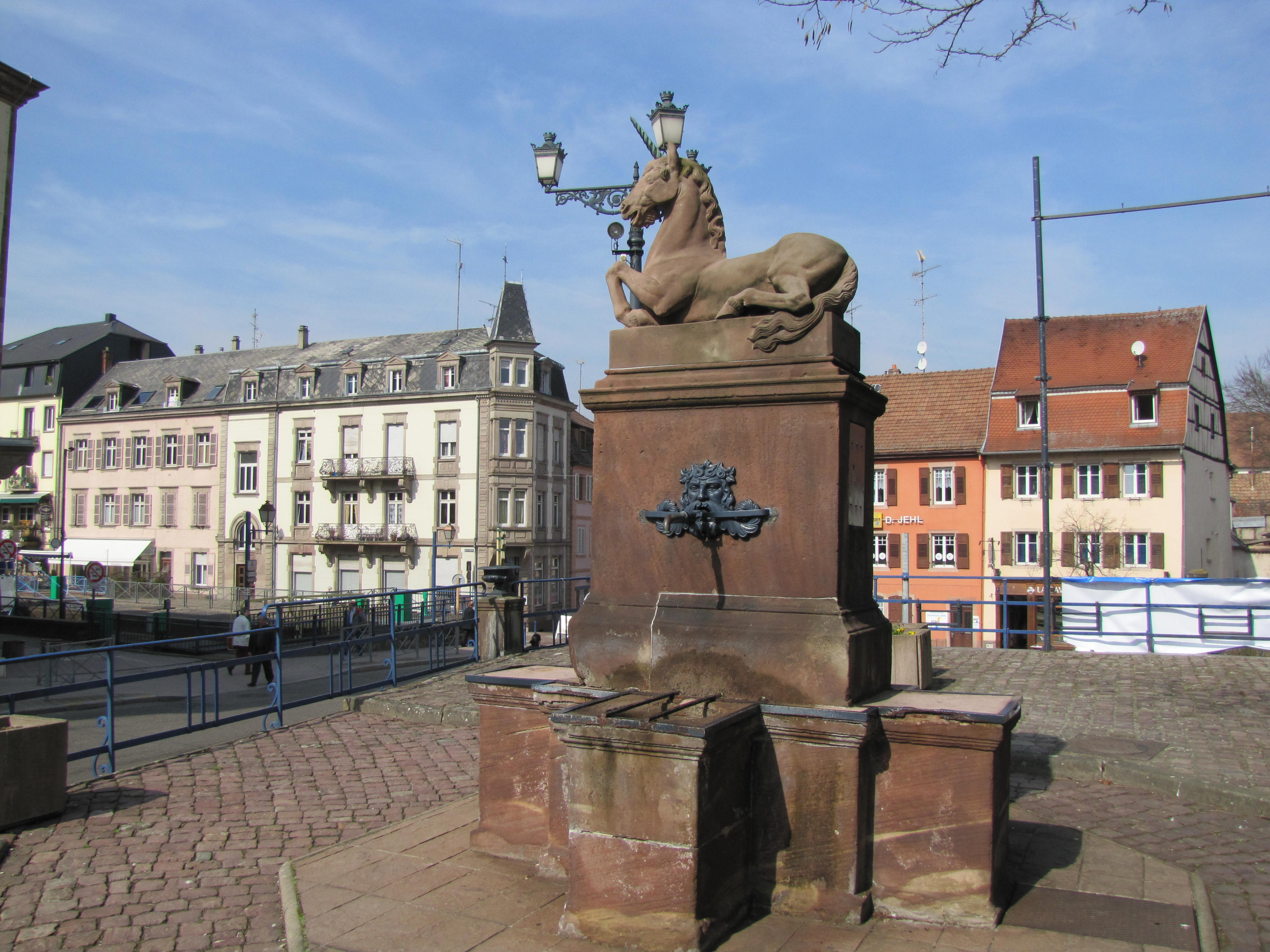
Fontaine de la Licorne (1837)[127].
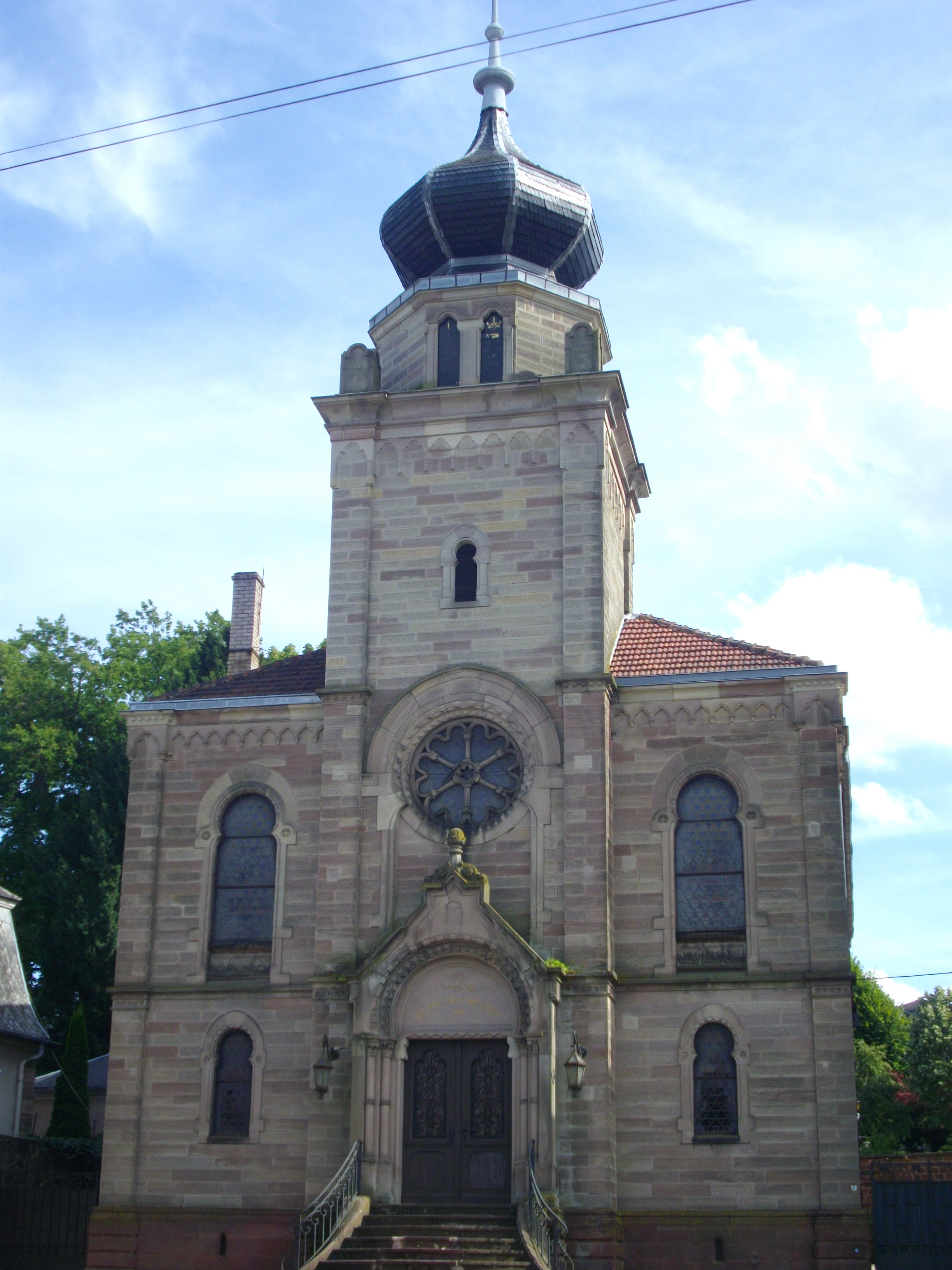
Synagogue (1900).
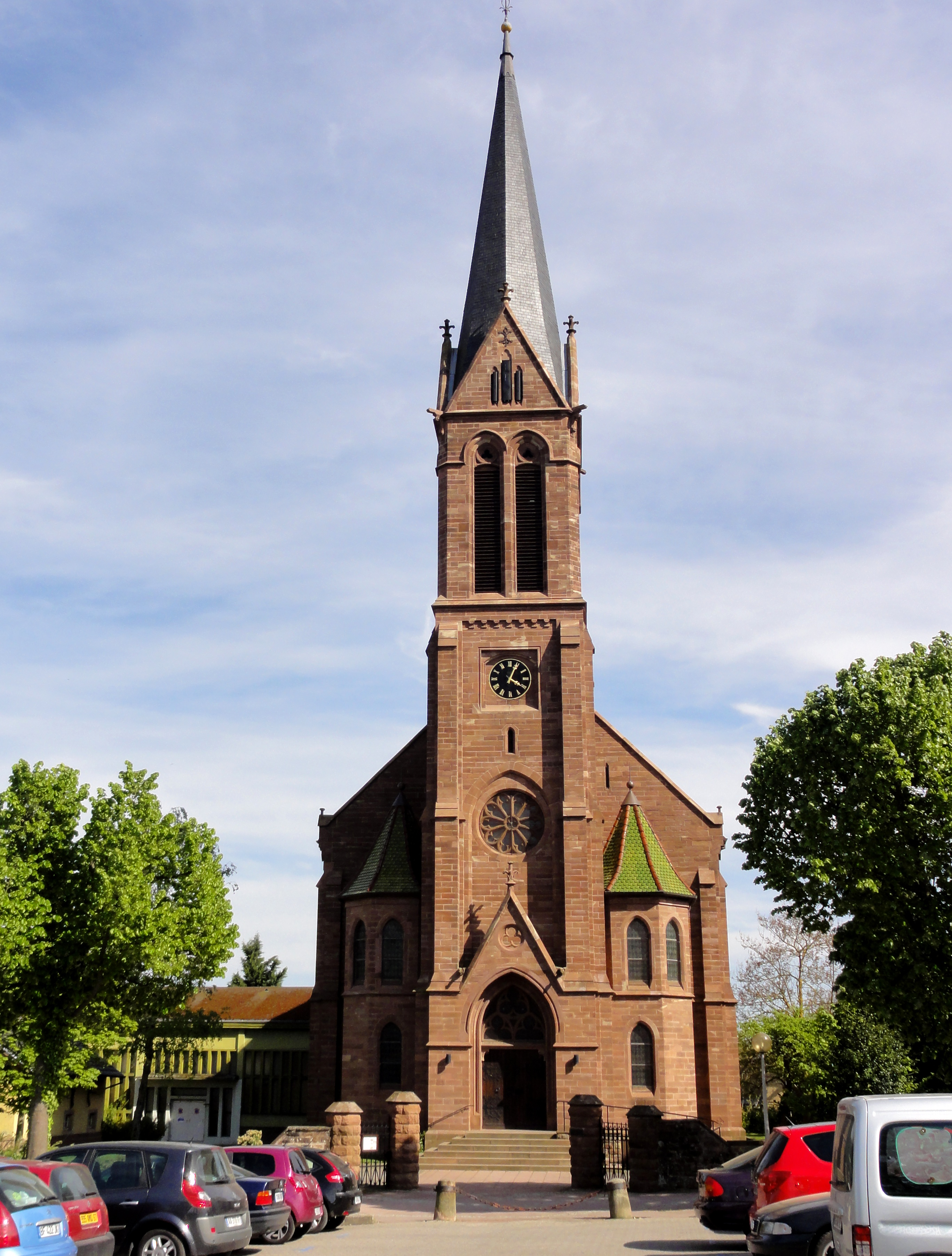
Église protestante (1896).
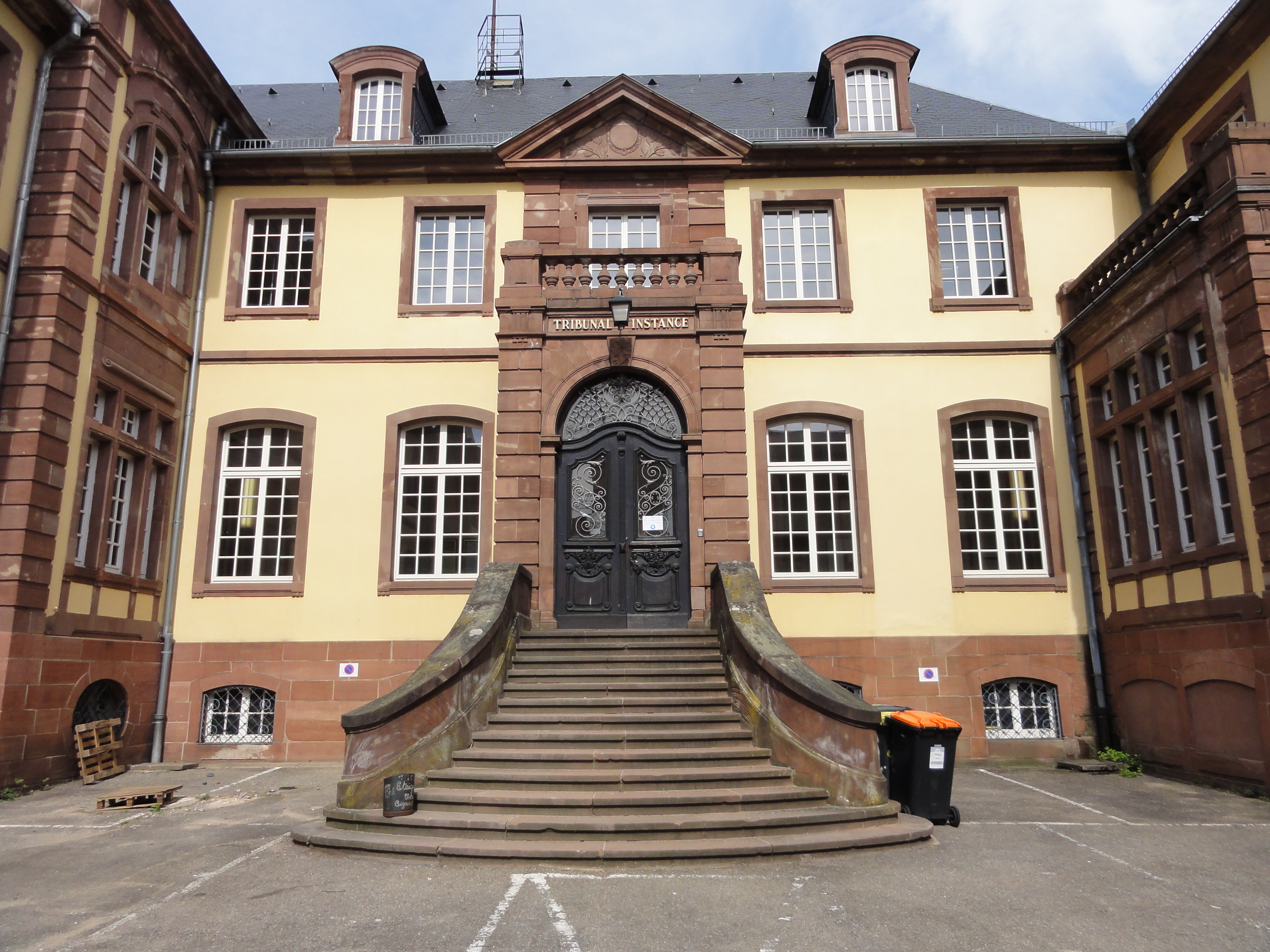
Ancienne chancellerie (1738), tribunal d'instance.
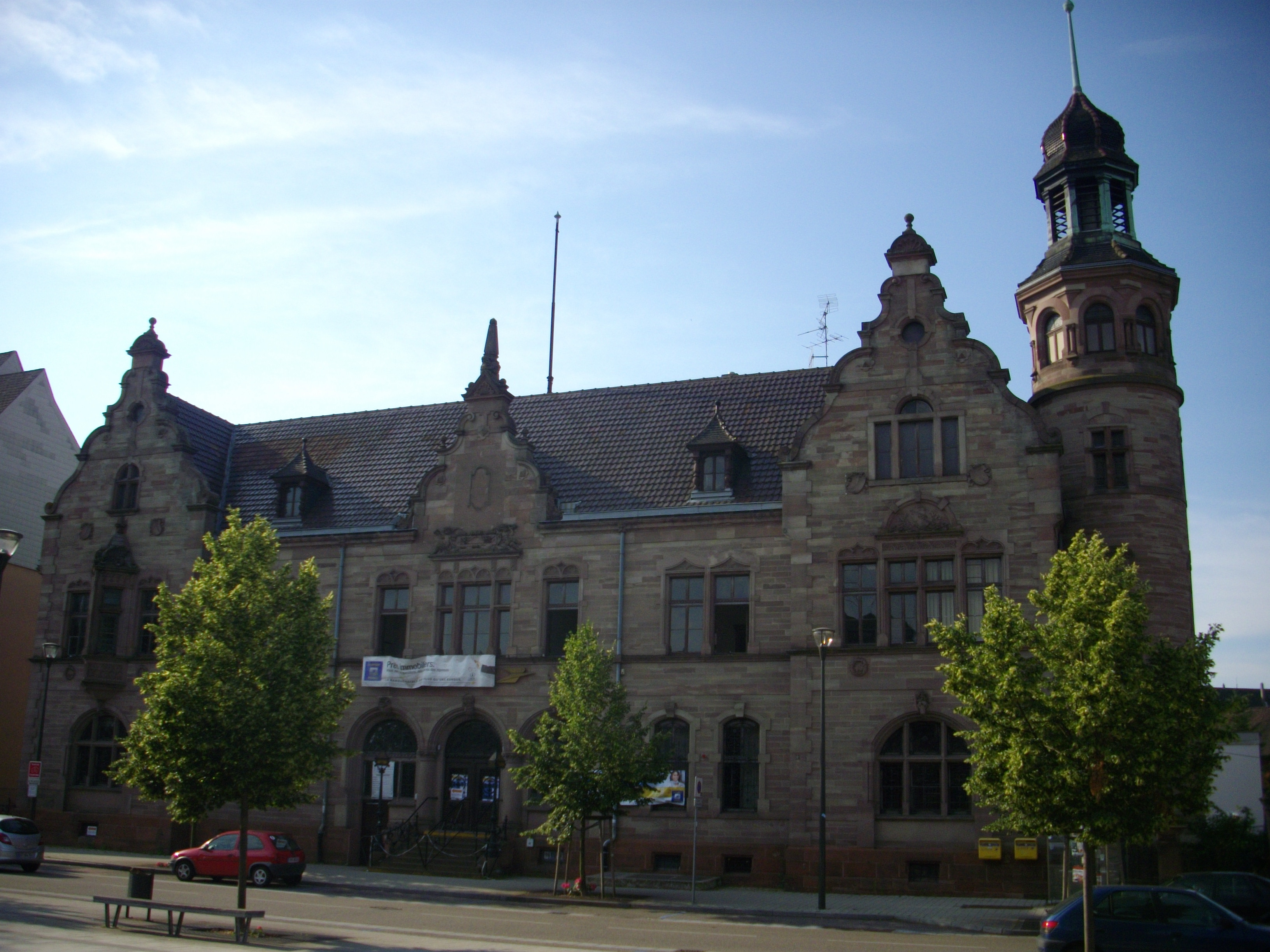
La Poste[128].

### Espaces verts
- La roseraie de Saverne est créée en 1898. Elle compte environ 8 500 rosiers, provenant de 550 variétés, répartis sur 1,5 hectare.
- Comme son nom l'indique, le jardin botanique du col de Saverne, créé en 1931[129], se trouve à mi-chemin du col de Saverne. Il occupe une superficie de 2,5 hectares.
- Le parc Küntzler ou Kuentzler[130].
- Le Jardin interreligieux[131].

### Fontaines et puits
- La Fontaine de la Licorne[127].
- La fontaine de la Nativité[132].
- La Fontaine Mélanie[133],[134].
- Fontaine dite Fontaine de la Poste[135].
- Fontaine 6 rue des Murs[136].
- Fontaine érigée en 1811 sur ordre du préfet Lezay-[137].
- Fontaine place de l'église[138].
- Puits dont l'origine aurait remonté aux Romains[139].
- Puits dans la ferme dite métairie du Niederbarr[140].

## Personnalités liées à la commune

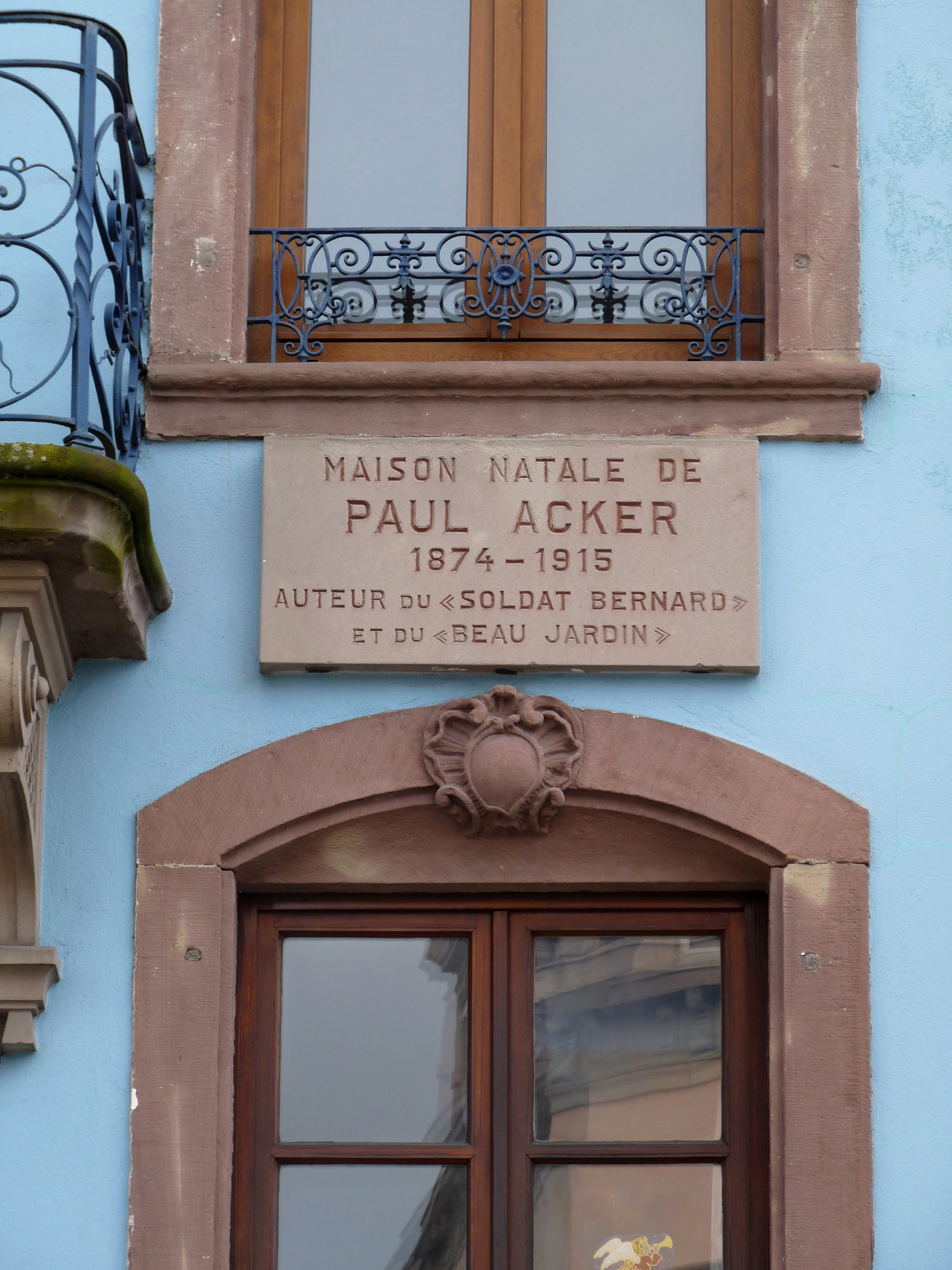
Maison natale de Paul Acker.

- Franz Xaver Murschhauser (1663-1738), compositeur et organiste.
- Jean Stahl, orfèvre du XVIIIe siècle qui réalisa des gobelets de Magistrat aux armes de la Ville de Saverne.
- Jacques-Frédéric et François Français, ingénieurs et mathématiciens de l'époque révolutionnaire.
- Jean-Baptiste Antoine de Flachslanden (1739-1825), né à Saverne, militaire et homme politique d'origine alsacienne, député de la noblesse d'Alsace aux états généraux de 1789.
- François Georges Martinez (1769-1843), homme politique né et décédé à Saverne, député du Bas-Rhin en 1815 pendant les Cent-Jours.
- Sébastien Louis Joseph Jannesson[141] (1779-1864), haut fonctionnaire sous le Premier Empire et la Restauration.
- Vénérable François Libermann (1802-1852), fêté le 2 février[142].
- Edmond About (1828-1885), écrivain, journaliste et critique d'art, membre de l’Académie française, a vécu à Saverne.
- François-Rupert Carabin (1862-1932), sculpteur, graveur-médailleur, orfèvre, ébéniste et photographe.
- Eugène Laville (1814-1869), artiste peintre.
- Joseph Ostermann (1825-1873), homme politique né et décédé à Saverne, maire de Saverne, député du Bas-Rhin.
- Richard Stieve (1838-1919), magistrat, fondateur du Club Vosgien à Saverne le 31 octobre 1872.
- Paul Acker (1874-1916), écrivain, auteur de romans populaires.
- Jean de Pange (1881-1957), historien et écrivain, a vécu à Saverne.

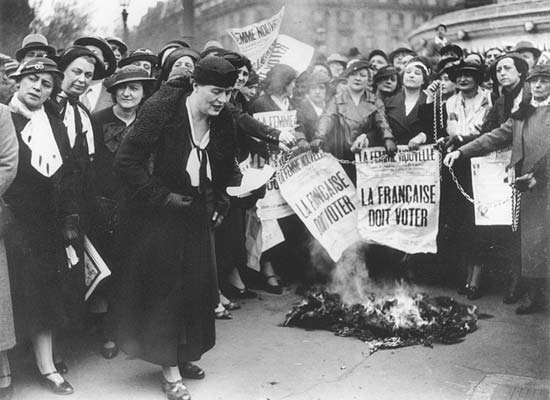
Louise Weiss et les suffragettes, 1935.

- Charles Aubry (1803-1883), juriste français, né à Saverne.
- Camille Dahlet (1883-1963), homme politique.
- Louise Weiss (1893-1983) journaliste, femme de lettres, féministe et femme politique, elle a fait don à la ville de Saverne de ses collections historiques et ethnographiques, réunies au musée de la ville.
- Robert Heitz (1895-1984), homme politique, écrivain, critique d’art, artiste peintre et résistant.
- Henri Meck (1897-1966), homme politique.
- Théo Gerhards (1900-1943), résistant.
- Georges Reeb (1920-1993), mathématicien.
- Adrien Zeller (1940-2009), homme politique, maire de Saverne, député, secrétaire d'État, président du conseil régional d'Alsace.
- Gérard Oberlé (1945), écrivain.
- Francis Jacob (1972), organiste et claveciniste.
- Zevs (1977), artiste urbain contemporain.
- Régis Gurtner (1986), footballeur de l'Amiens SC surnommé « Le mur de Picardie »[143].
- Cindy Brand (1994-), chanteuse française germanophone.
- Pavel Canda, artiste-peintre juif d'origine tchèque. Sa tombe se trouve dans l'antique cimetière juif de Saverne situé en pleine forêt au cœur de la nature qui lui était chère et porte l'épitaphe toute simple « Pavel Canda - Artiste Peintre Tchèque ».
- Daniel Viéné (1955-2013), artiste peintre, décédé à  Saverne.
- Pauline Stey (2001-), athlète spécialiste de la marche athlétique.
- Charlotte Lutz (2005-), pongiste française.

## Héraldique

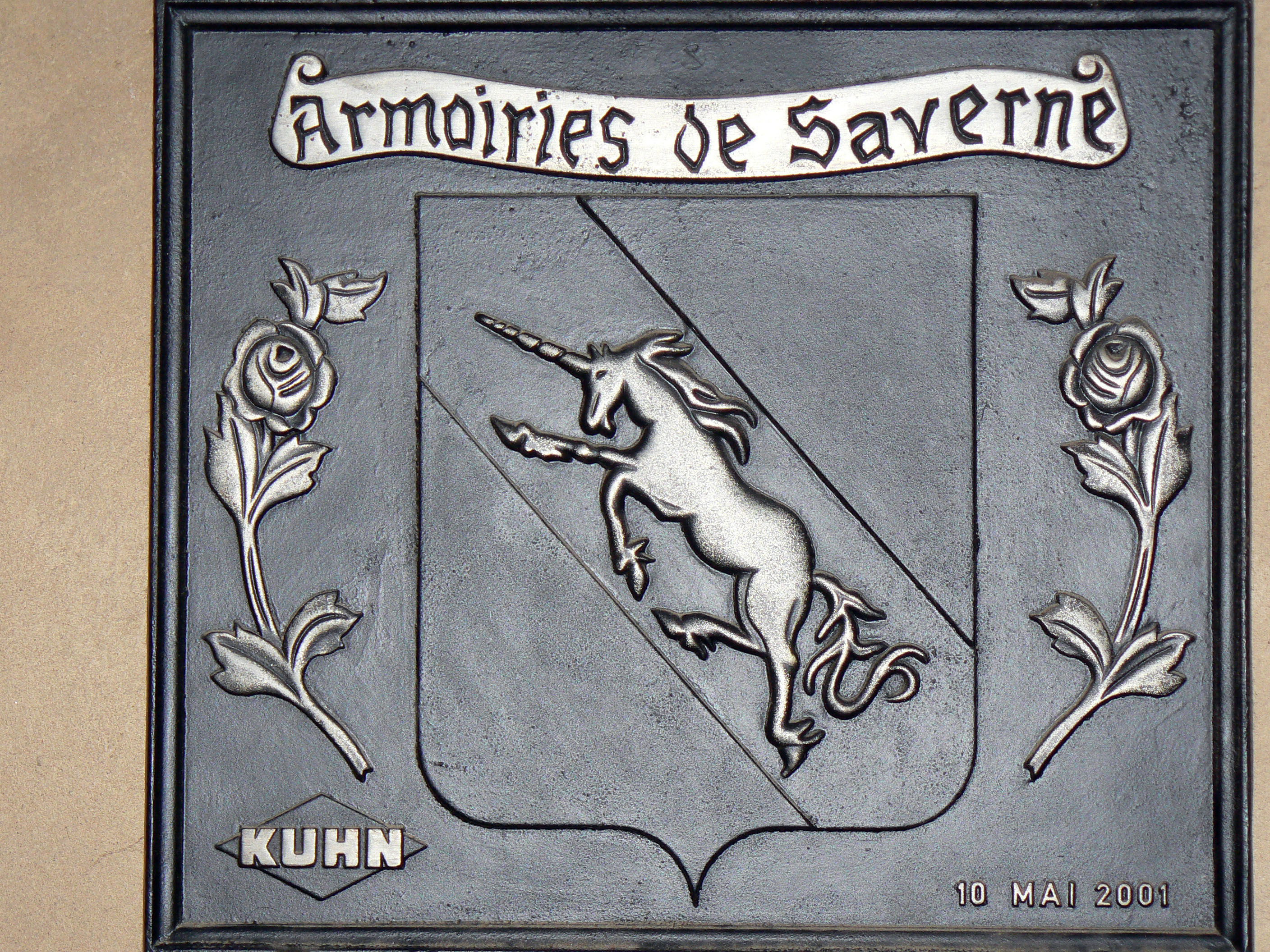
Armoiries de Saverne par l'entreprise Kuhn.

| Blason de Saverne | Blason  | D'or à la bande de sable chargée d'une licorne bondissante du champ, accornée et onglée d'argent. |
| Blason de Saverne | Détails | La licorne des armes a été empruntée à un sceau de la ville datant du XIVe siècle. Elle est représentée aujourd'hui en statue sur la place de la ville. Le 17 août 1978, le blason de la ville de Saverne a été apposé sur la locomotive BB 15064. |